# Metz
Metz (französisch [mɛs] bzw. [mɛːs]; französisch veraltet, deutsch und lothringisch [mɛts]) ist eine an der Mosel gelegene Stadt mit 121.695 Einwohnern (französisch Messins [mɛsɛ̃] bzw. (in der weiblichen Form) Messines [mɛsiːn]; Stand 1. Januar 2022) im Nordosten Frankreichs. Die Hauptstadt des Départements Moselle  war zuvor Hauptort der früheren Region Lothringen, die seit 2016 in der Region Grand Est aufgegangen ist.
Im Mittelalter war Metz ein Zentrum des merowingischen und des fränkischen Reichs und der Herkunftsort der Karolinger. Zwischen 1180 und 1210 wurde es eine Reichsstadt im Römisch-Deutschen Reich. 1552 besetzte Frankreich unter König Heinrich II. die freie Reichsstadt, welche im Westfälischen Frieden 1648 auch de jure an Frankreich fiel. Nach dem deutsch-französischen Krieg 1871 kam die Stadt zurück an Deutschland (Deutsches Kaiserreich) und 1918 nach dem Ersten Weltkrieg  wieder an Frankreich; nach dem deutsch-französischen Krieg 1940 de facto wieder an Deutschland (Großdeutsches Reich) und 1945 nach dem Ende des Zweiten Weltkrieges wieder an Frankreich.

## Geographie
Metz liegt an der Mündung der Seille in die Mosel auf einer Höhe zwischen 173 und 178 m über dem Meeresspiegel, etwa 50 Kilometer westlich von Saarbrücken und 120 Kilometer nordwestlich von Straßburg.

### Klimaübersicht
|                       | Jan  | Feb  | Mär  | Apr  | Mai  | Jun  | Jul  | Aug  | Sep  | Okt  | Nov  | Dez  |   |       |
| Mittl. Tagesmax. (°C) | 5,4  | 7,1  | 11,6 | 16,0 | 20,0 | 23,6 | 25,8 | 25,5 | 20,9 | 15,4 | 9,4  | 6,0  | ⌀ | 15,6  |
| Mittl. Tagesmin. (°C) | 0,0  | 0,1  | 2,4  | 4,9  | 9,0  | 12,3 | 14,4 | 14,0 | 10,4 | 7,2  | 3,6  | 1,0  | ⌀ | 6,6   |
|                       |      |      |      |      |      |      |      |      |      |      |      |      |   |       |
| Niederschlag (mm)     | 61,9 | 56,0 | 51,1 | 45,1 | 56,9 | 56,1 | 59,8 | 59,3 | 61,5 | 64,8 | 64,5 | 76,5 | Σ | 713,5 |
|                       |      |      |      |      |      |      |      |      |      |      |      |      |   |       |
| Regentage (d)         | 11,1 | 10,0 | 9,9  | 8,3  | 9,6  | 9,1  | 8,9  | 9,0  | 8,4  | 10,3 | 11,4 | 12,2 | Σ | 118,2 |

| 0,0 |

| 0,1 |

| 2,4 |

| 4,9 |

| 9,0 |

| 12,3 |

| 14,4 |

| 14,0 |

| 10,4 |

| 7,2 |

| 3,6 |

| 1,0 |

| 0,0 |

| 0,1 |

| 2,4 |

| 4,9 |

| 9,0 |

| 12,3 |

| 14,4 |

| 14,0 |

| 10,4 |

| 7,2 |

| 3,6 |

| 1,0 |

## Geschichte

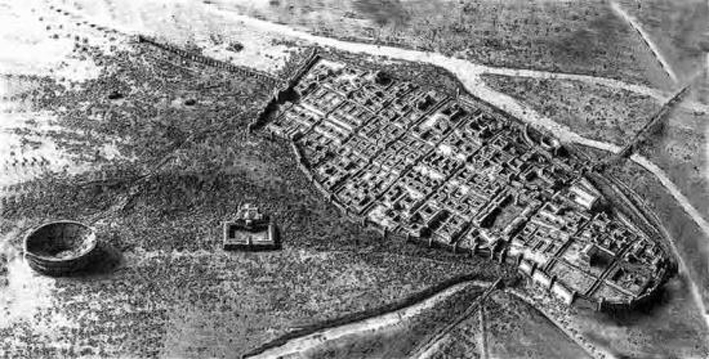
Modell der römisch-keltischen Siedlung (Divodurum Mediomatricorum)

### Anfänge und erste Entwicklung
Erste Besiedlungsspuren in der Umgegend finden sich ab 3000 v. Chr. Metz, unter dessen ältesten Ortsbezeichnungen der keltisch-lateinische Name Divodurum Mediomatricorum (Götterburg der Mediomatriker) vorkommt, wurde in der spätrömischen Zeit nach dem dort siedelnden Keltenstamm Mediomatricum (in der hochmittelalterlichen Form Mettis oder Metis) benannt. Die Keltensiedlung wurde 52 v. Chr. von den Römern erobert und entwickelte sich – an der wichtigen Kreuzung der Straßen nach Reims, Lyon, Trier, Straßburg und Mainz gelegen – zu einer der größten Städte Galliens. Im 2. Jahrhundert hatte die Stadt 40.000 Einwohner und war damit größer als Lutetia (Paris). Im 4. und 5. Jahrhundert gründeten sich die ersten christlichen Gemeinden, als erster Bischof gilt Clemens von Metz im 4. Jahrhundert – sicher nachweisbar ist der (zum Erzbistum Trier gehörende) Bischofssitz ab 535. Im Jahre 451 wurde Metz von dem Heer des Hunnenkönigs Attila zerstört.

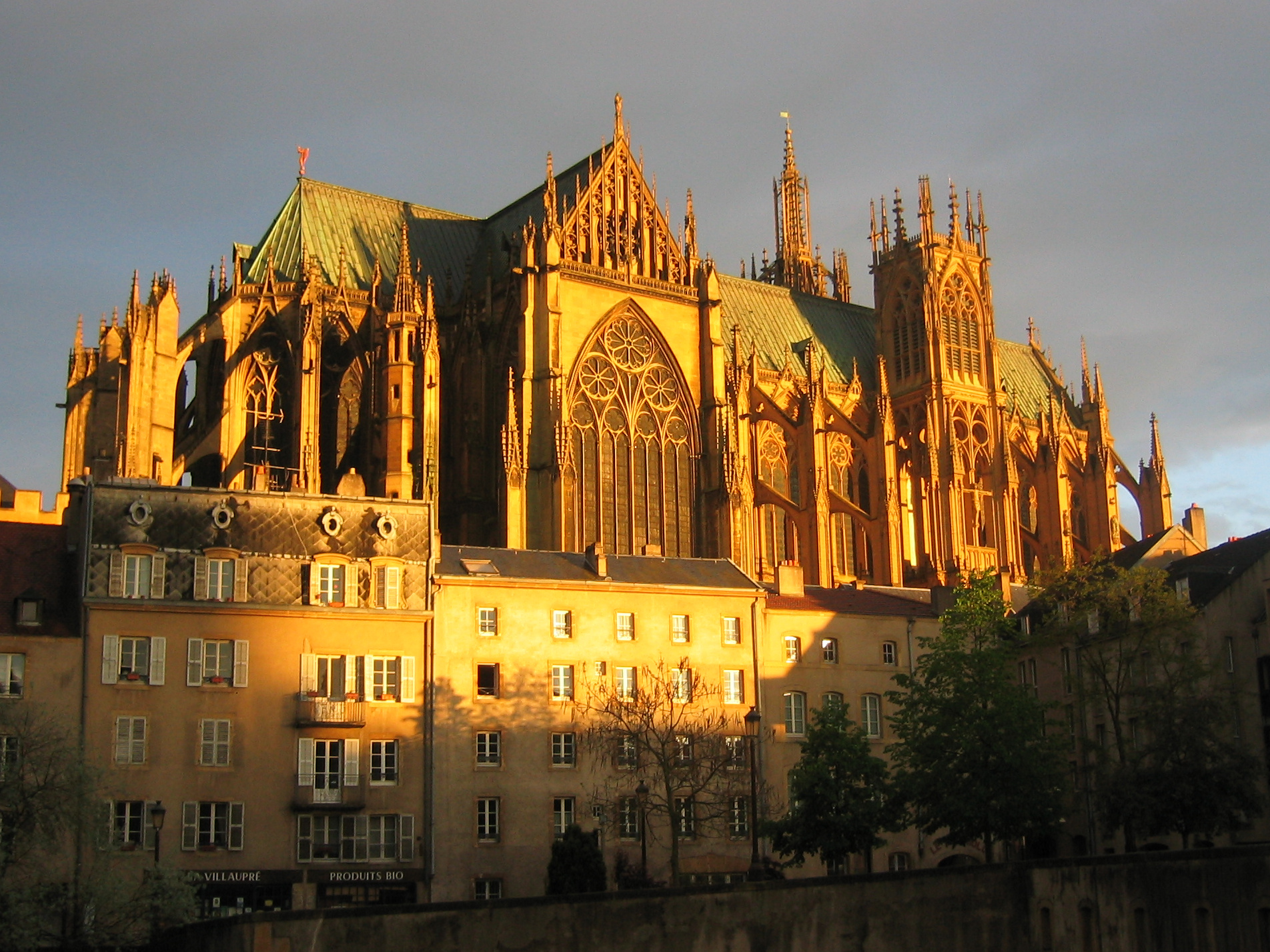
Kathedrale Saint-Étienne

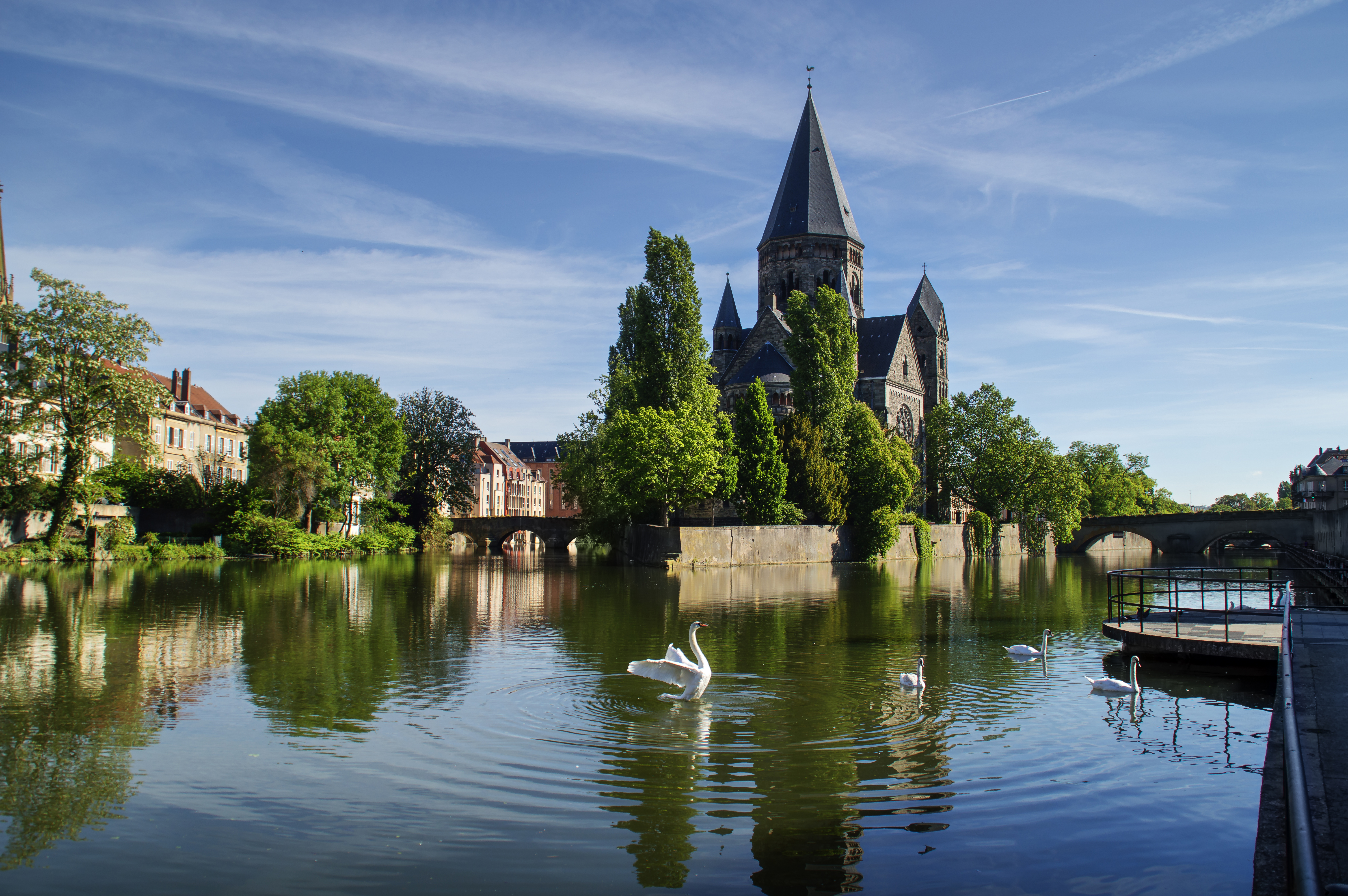
Temple Neuf de Metz (Evangelische Metzer Stadtkirche)

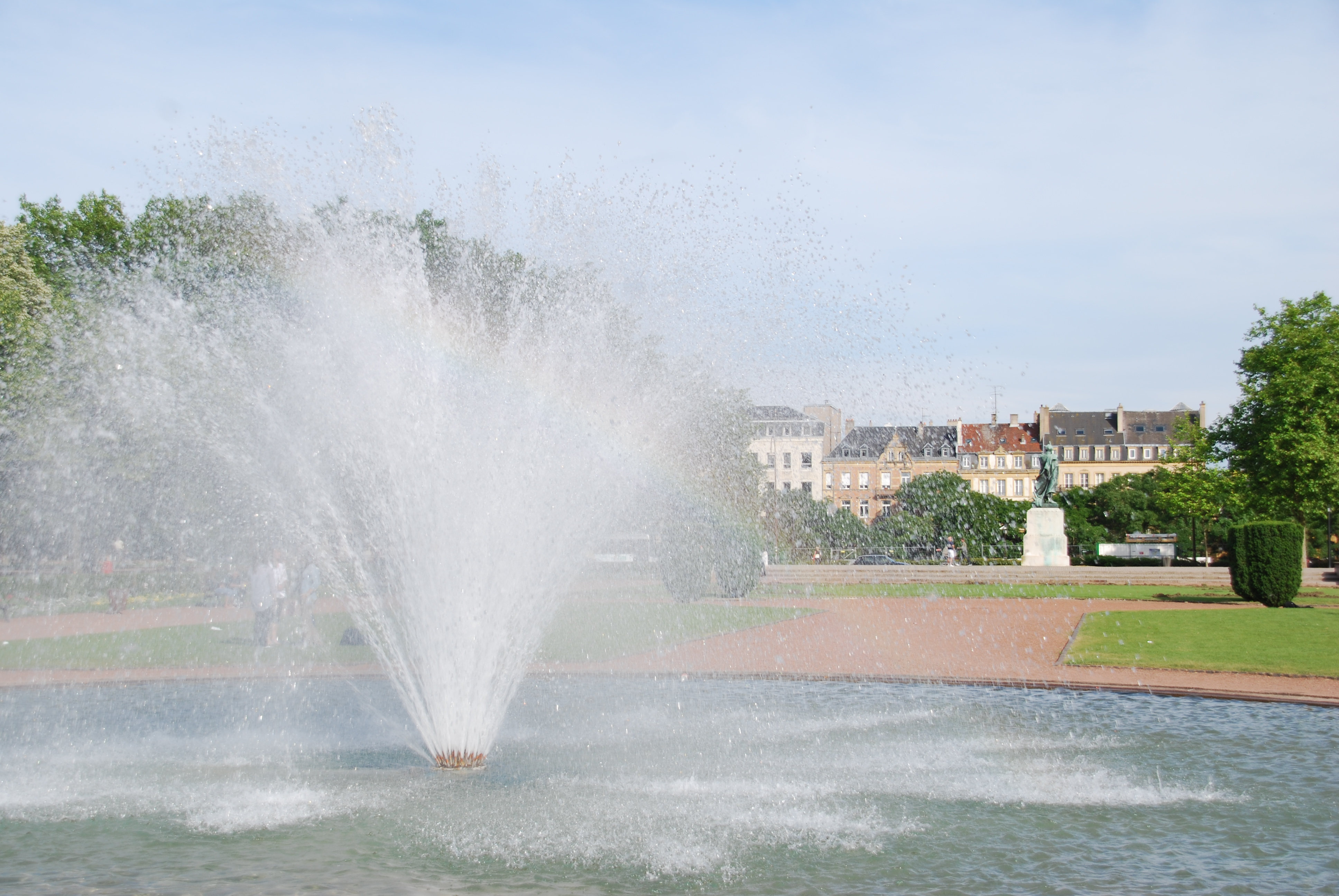
Esplanade

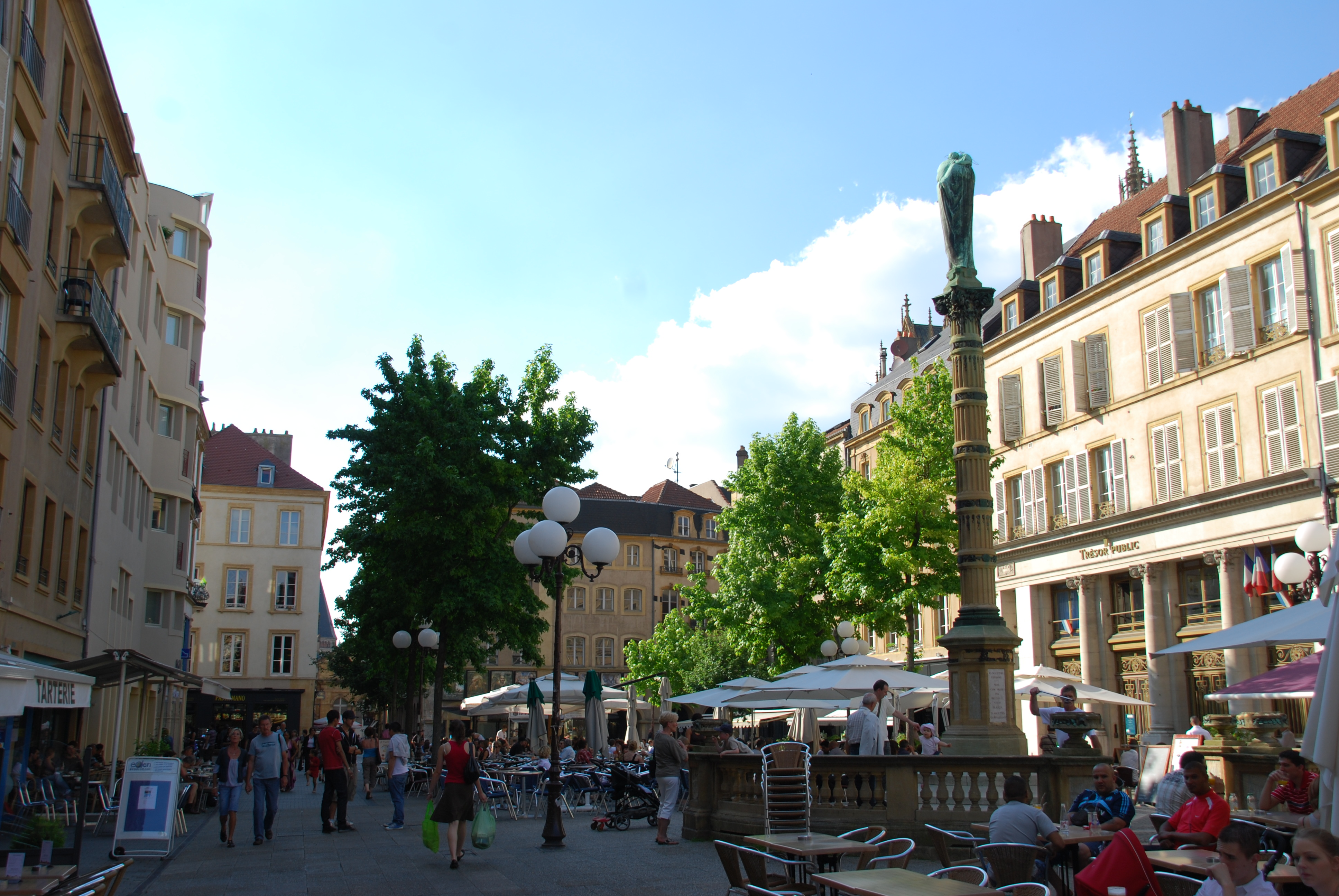
Die Place Saint-Jacques (Jakobsplatz)

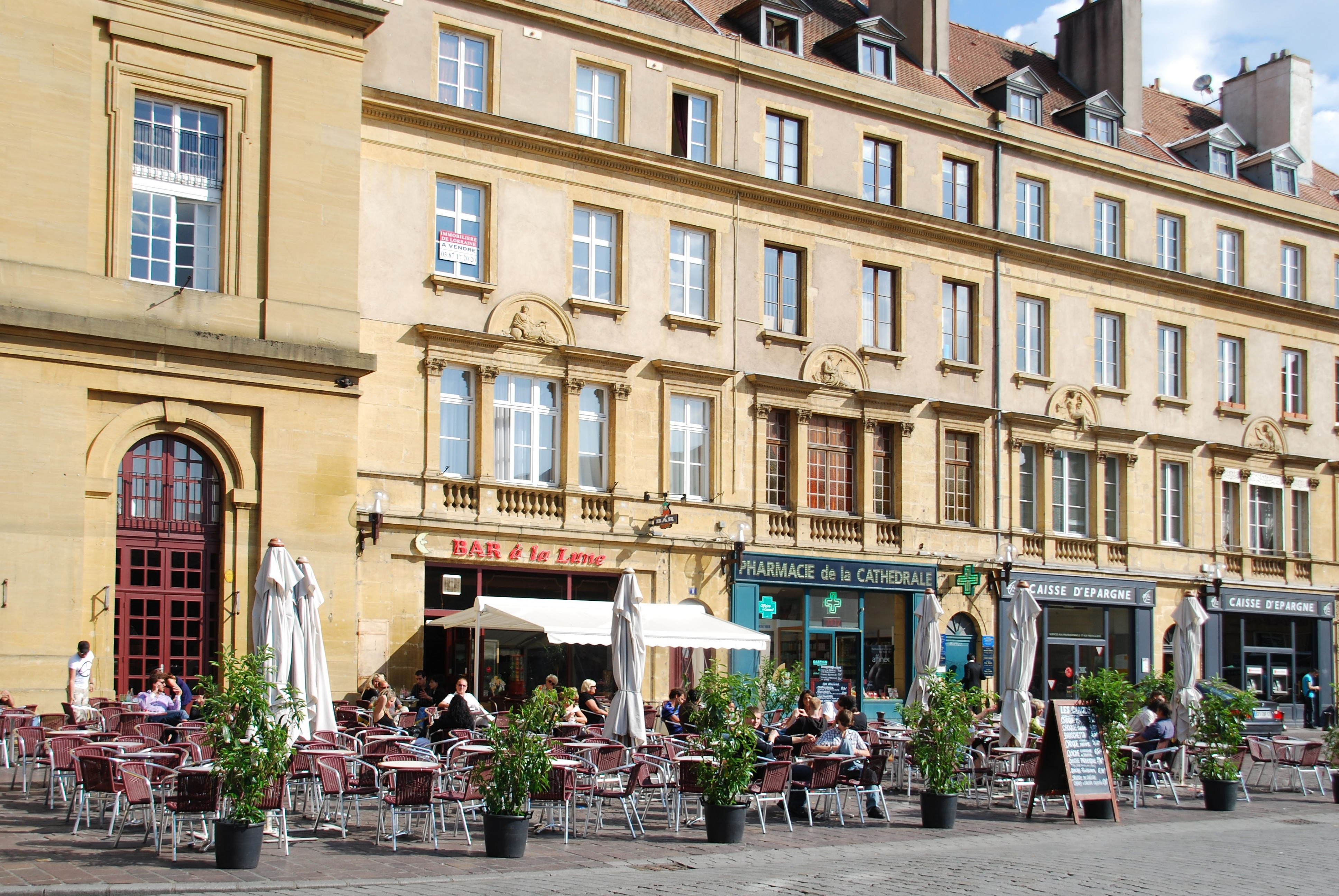
Die Place Jean Paul II. (ehemals Place de la Cathédrale, deutsch Domplatz)

Die Stadt war in merowingisch-fränkischer Zeit die Hauptstadt des fränkischen Ostreichs, auch Austrasien genannt. In dieser Zeit blühte die Stadt Metz auf kulturellen und religiösen Gebieten. Sankt Chrodegang, Abt von Gorze und Bischof von Metz, entwickelte die ersten Lebensregeln der kanonisch lebenden Kleriker oder Stiftsherren. Auf der Abtei Gorze entstand der neue Kirchengesang plain-chant, der später nach Papst Gregor dem Großen gregorianischer Gesang genannt wurde.
Metz ist der ursprüngliche Stammsitz der Karolinger. Verschiedene Familienmitglieder Karls des Großen wie seine Gemahlin Hildegard, seine Schwestern, Kaiser Ludwig der Fromme und Karls eigener Sohn Drogo wurden in der Klosterkirche der Abtei Sankt Arnulf beerdigt. Der Urgroßvater Karls des Großen, Sankt Arnold (Saint Arnoul), und Karls Sohn Drogo hatten neben weiteren Ämtern auch die der Bischöfe von Metz.
Bei den karolingischen Reichsteilungen nach dem Tod Ludwigs des Frommen kam Metz 843 zum Lotharii Regnum, 870 dann zum Ostfrankenreich. Die Stadt machte sich 1189 unabhängig vom Bischof.

### Metz als Freie Reichsstadt
Zwischen 1180 und 1210 wurde Metz Reichsstadt, schuf sich ein Herrschaftsgebiet, den Metzgau, stieg dadurch im 14. Jahrhundert zur flächengrößten Reichsstadt auf, und wies erfolgreich alle Angriffe der Herzöge von Lothringen auf ihr Gebiet zurück. Die einzig durch eine erst im 15. Jahrhundert verfasste handschriftliche Chronique gestützte These, nach der im Jahr 1324 seitens der Stadt Metz erstmals Feuerwaffen eingesetzt worden wären, ist umstritten, da der Chronist diese Waffen mit den erst ab dem 15. Jahrhundert geläufigen Wörtern collevrines und serpentines (deutsch: Feldschlange) bezeichnete, außerdem entsprechende Hinweise in früheren Quellen wie dem Gedicht La guerre de Metz (1326) fehlen. Andererseits kann aus diesen Tatsachen nicht grundsätzlich darauf geschlossen werden, dass in Metz keine Feuerwaffen im Einsatz waren.
Wie in der benachbarten freien Reichsstadt Straßburg entwickelte sich eine Stadtrepublik, die von den reichsten Patrizierfamilien (die Paraiges in der lokalen lothringischen Sprache, von lat. „Parentela“ bzw. „Paragium“: Sippe) geführt wurde. Sie bildeten ein Kollegium von dreizehn Vertretern, die man üblicherweise auch les Treize (die Dreizehn) nannte. Die Bewohner der freien Reichsstadt Metz nannten sich citains, wobei man eindeutig das italienische Modell der autonomen Città erkennt. Metz unterhielt damals einen regen Kontakt mit den italienischen Handelsstädten und beherbergte zahlreiche sogenannte „lombardische Kontore“, die das Geld- und Kreditgeschäft von Norditalien nach Metz brachten. Die jüdische aschkenasische Gemeinschaft von Metz gehörte zu den ältesten im Heiligen Römischen Reich und später Frankreichs und spielte lange eine entscheidende Rolle im Geldverkehr zwischen Volk und Obrigkeit, zwischen etwa 1200 und 1550 lebten allerdings keine Juden in Metz. Der Bischof von Metz blieb formal das Oberhaupt der freien Stadt, entging aber jedem Trubel der rebellischen Stadt, indem er sich in der Residenz von Vic-sur-Seille niederließ.
Bereits im 9. Jahrhundert zählte die Stadt Metz 39 Kirchen und Kapellen und zahlreiche Klöster und Stifte. Die ehemalige römische Basilika Saint-Pierre-aux-Nonnains gilt als die älteste Kirche Frankreichs. Ab dem 12. und 13. Jahrhundert kamen Bettel- und Ritterorden hinzu, die aus Metz eine mehrheitlich geistliche Stadt machten. Noch erhalten ist das Oktogon einer Templerkirche aus dem 12. Jahrhundert mit einem Templerkreuz über der Pforte. Am Ende des Jahres 1356 fand in Metz der Metzer Hoftag statt, ein im damaligen Heiligen Römischen Reich sehr wichtiges Event. Dort wurde die Goldene Bulle mit dem Metzer Gesetzbuch erarbeitet und durch Kaiser Karl IV. offiziell verkündet.
Das Stadtbild von Metz blieb bis zum 16. Jahrhundert im Wesentlichen von Klöstern dominiert. Die Ankunft der Franzosen ab dem 16. Jahrhundert setzte dieser Periode ein Ende. Die Stadt mit religiösem Gepräge wandelte sich nun in eine französische Festung gegen das Heilige Römische Reich deutscher Nation, zu dem sie trotzdem noch gehörte.

### Metz unter französischer Herrschaft

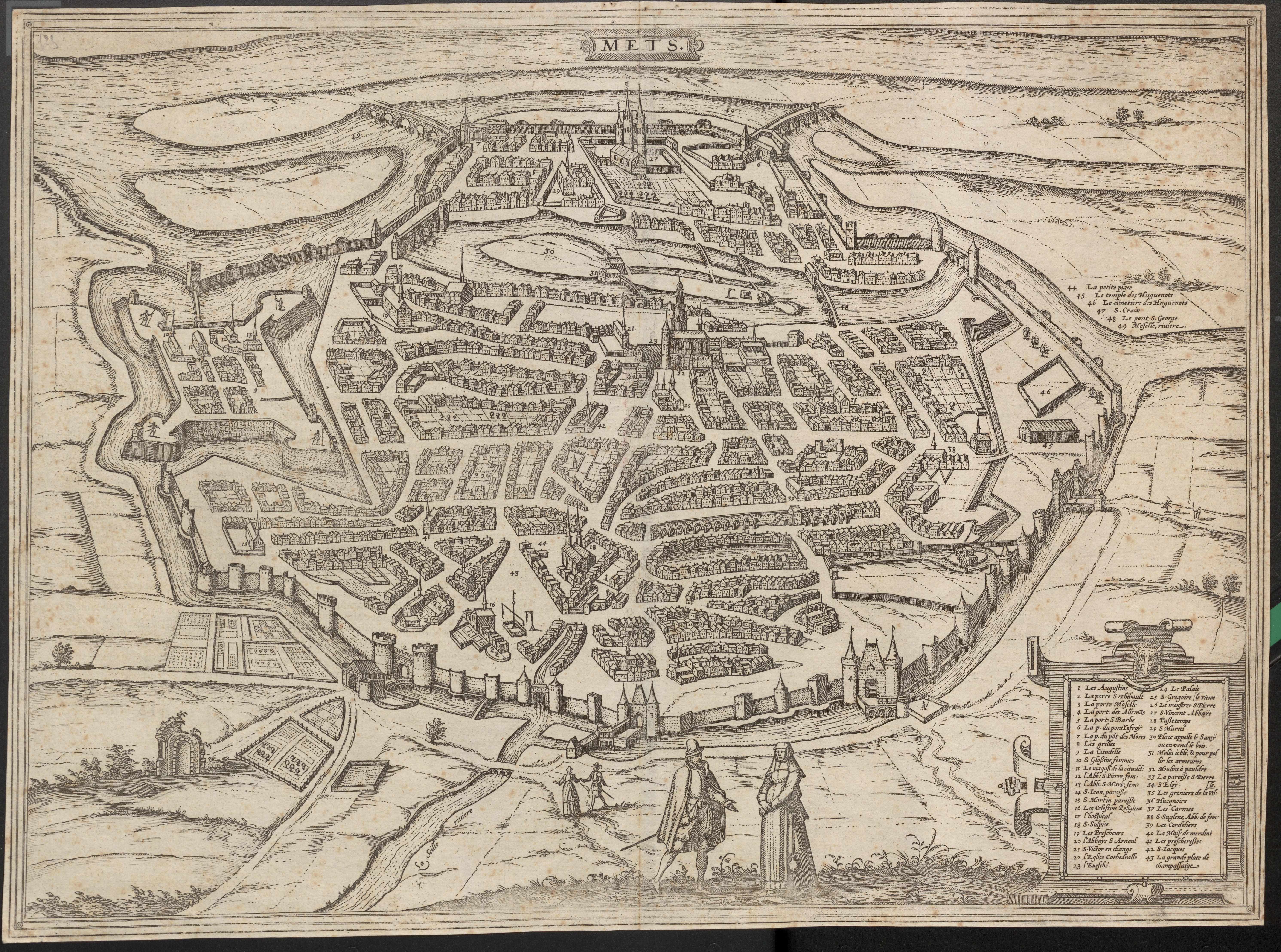
Stadt und Festung Metz um 1600

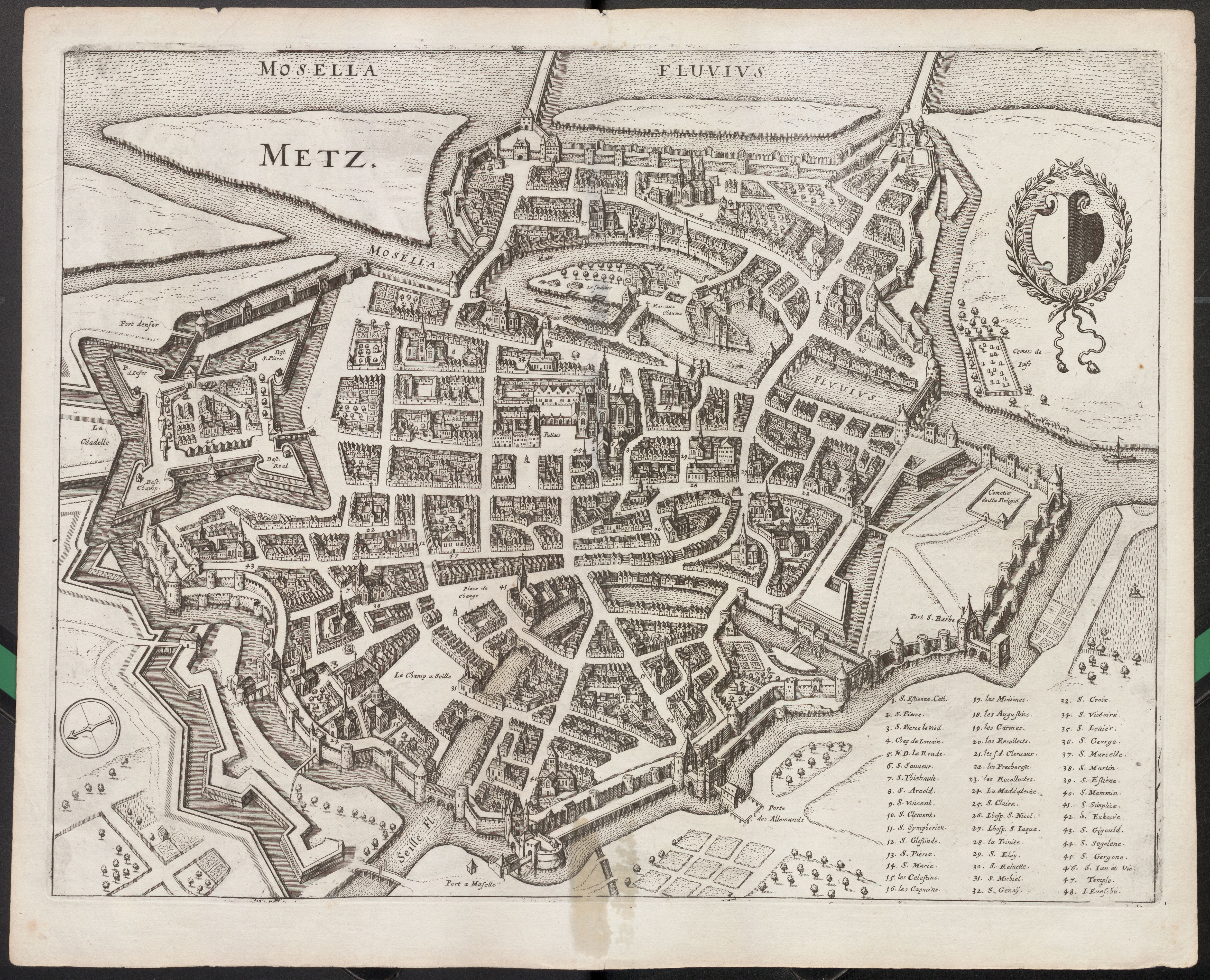
Metz im 17. Jahrhundert

Am 10. April 1552 besetzte der französische König Heinrich II. mit dem Einverständnis der von Kaiser Karl V. bedrängten protestantischen Reichsfürsten „die Städte, so zum Reich von alters her gehört haben und nicht deutscher Sprache sind“ (Vertrag von Chambord), wozu neben Metz auch Toul, Verdun und Cambrai gezählt wurden. Die Bürger von Metz leisteten acht Tage lang vergeblich Widerstand. Der französische König nannte diesen Einzug la chevauchée d’Austrasie (der Ritt nach Austrasien), denn er betrachtete diesen politischen Erfolg als Revanche für den Verlust des lothringischen Teils des Reiches durch seine karolingischen und kapetingischen Vorfahren. Eigentlich bekam Heinrich II. das Vikariat bzw. Protektorat über die sogenannten „drei Bistümer“ Metz, Toul und Verdun (trois évêchés). Obwohl der Katholizismus Staatsreligion des französischen Königreichs war, paktierte Frankreich oft mit den protestantischen deutschen Fürsten, um dem katholischen Habsburger „Erbfeind“ auf irgendeine Weise die europäische Vormachtstellung streitig zu machen (→ Habsburgisch-französischer Gegensatz). So geschah es auch mit Metz: Nur mit dem stillen Einvernehmen der protestantischen Reichsfürsten (die sogenannte Fürstenverschwörung) konnte der französische König in die freie Stadt Metz einziehen, unter dem Vorwand, die Stadt vor dem lothringischen Herzog zu schützen, der dem römisch-deutschen Kaiser zugetan war. Versuche Karls V., die Stadt Metz zurückzugewinnen, wie seine Belagerung Ende 1552 misslangen. 1585 legte Heinrich II. sich den Titel zu: Protecteur et souverain seigneur. Die Franzosen blieben in Metz, bis der Westfälische Frieden 1648 ihnen den Besitz der drei Bistümer offiziell bestätigte.
Der ausgeweidete Körper des im November 1632 in Mainz verstorbenen „Winterkönigs“ Friedrich V. wurde im Juli 1635 nach Metz gebracht, wo man seinen Sarg im Keller eines Bürgerhauses abstellte, da die Kirchen als Spitäler genutzt wurden und mit Pestkranken überfüllt waren. Der Sarg war während der Flucht nach Metz mehrfach vom Wagen gefallen und sollte im September 1637 nach Sedan überführt werden. Ob die Gebeine in Metz oder der Umgebung geblieben sind, ist bis heute unbekannt.
Die Festung Metz wurde im 17. Jahrhundert durch Vauban wesentlich vergrößert und diente als Drehscheibe für alle Feldzüge Ludwigs XIV. in seiner Reunionspolitik gen Osten. Um die Festung Metz mit Truppen belegen zu können, wurde die Caserne Coislin zwischen 1726 und 1730 auf dem Champ à Seille erbaut. Das mittelalterliche Metz geriet in Vergessenheit.

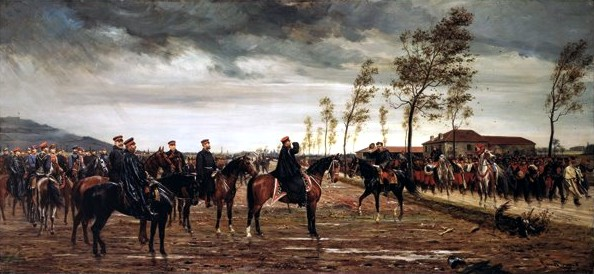
C. Freyberg (1876): Übergabe von Metz

Im Deutsch-Französischen Krieg zog sich General François-Achille Bazaine mit der französischen Rheinarmee nach Metz zurück. Nach mehrwöchiger Belagerung durch die Armee des Prinzen Friedrich Karl kapitulierte die Armee am 27. Oktober 1870 und ging zwei Tage darauf in Gefangenschaft.
Es wurde vorläufig Generalleutnant v. Kummer zum Kommandanten der Festung und die 26. Infanteriebrigade zu deren Besatzung bestimmt. Kurz darauf traten an deren Stelle Generalleutnant von Loewenfeld als Gouverneur, Oberst von Brandenstein zum Kommandanten von Metz, Graf Henckel von Donnersmarck wurde Zivilgouverneur.

### Geschichte seit 1871

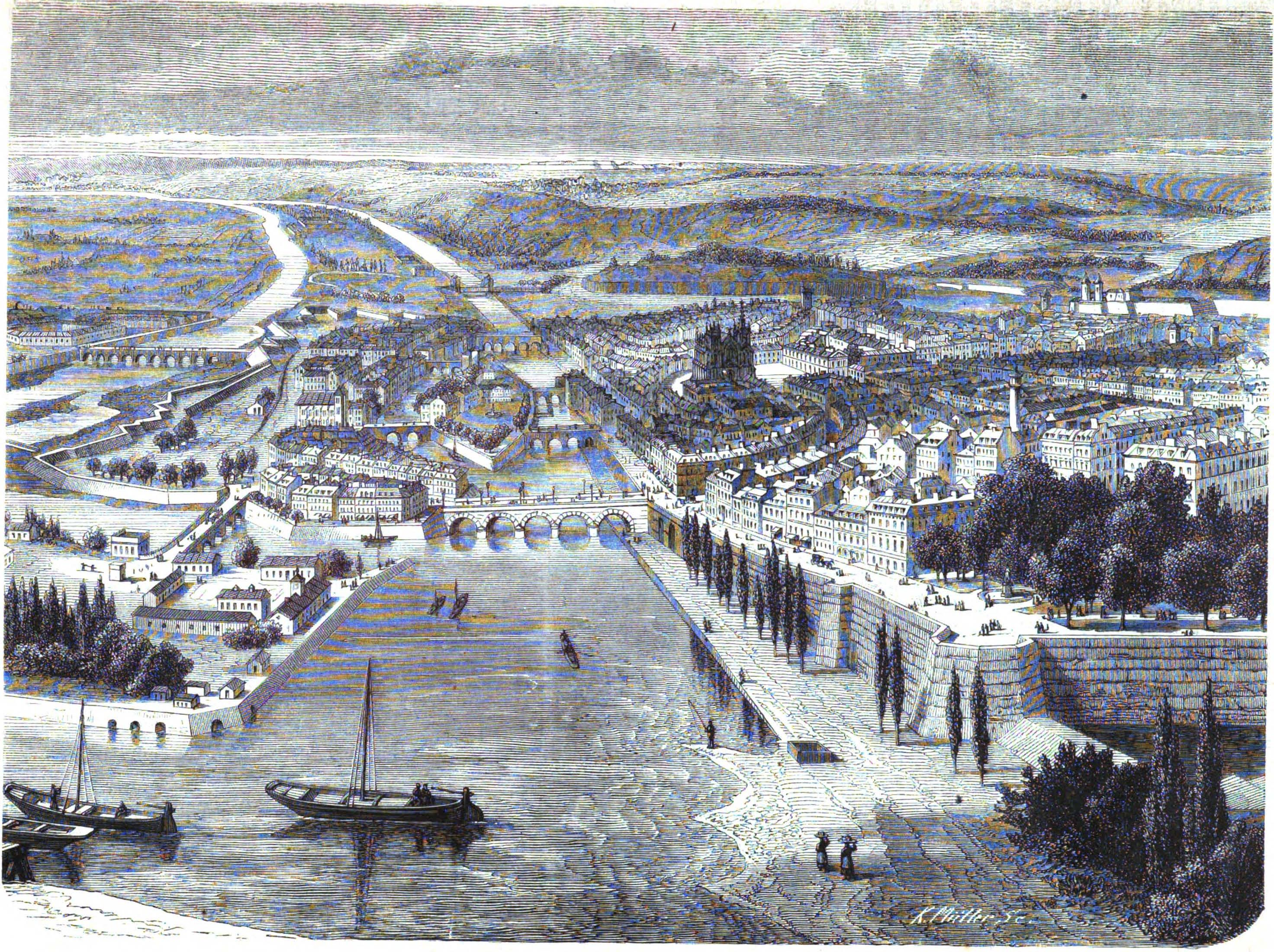
Stadt und Veste von Metz (Gesamtansicht um 1872). Stich von Ernst Kirchhoff

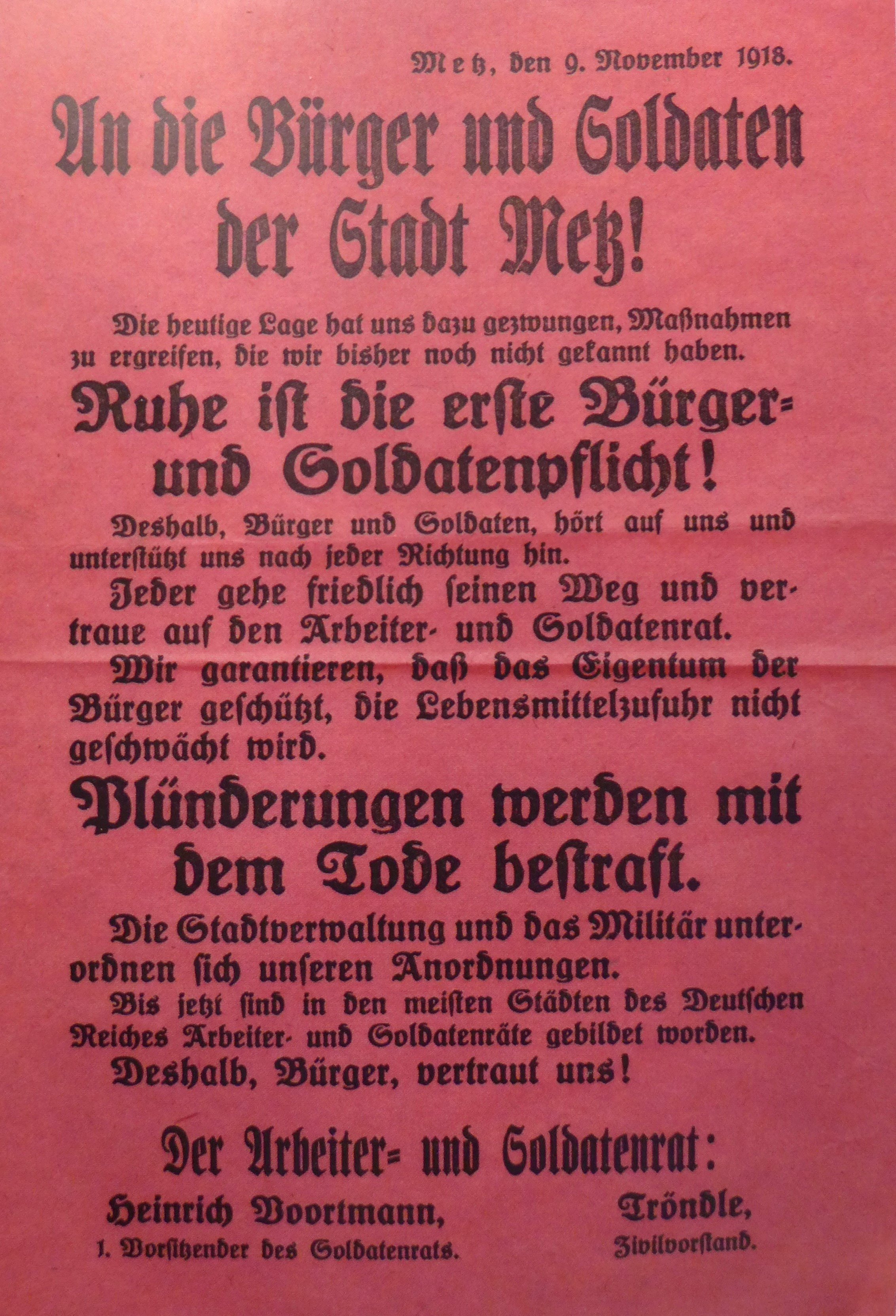
Metz, Plakat zur Proklamation des „Arbeiter- und Soldatenrates“ der Stadt Metz vom 9. November 1918, Musée de la Guerre de 1870 et de l'Annexion in Gravelotte

Das Reiterstandbild des Hohenzollernkaisers Wilhelm I. auf der Esplanade wird am 17. November 1918 vom Sockel gestürzt

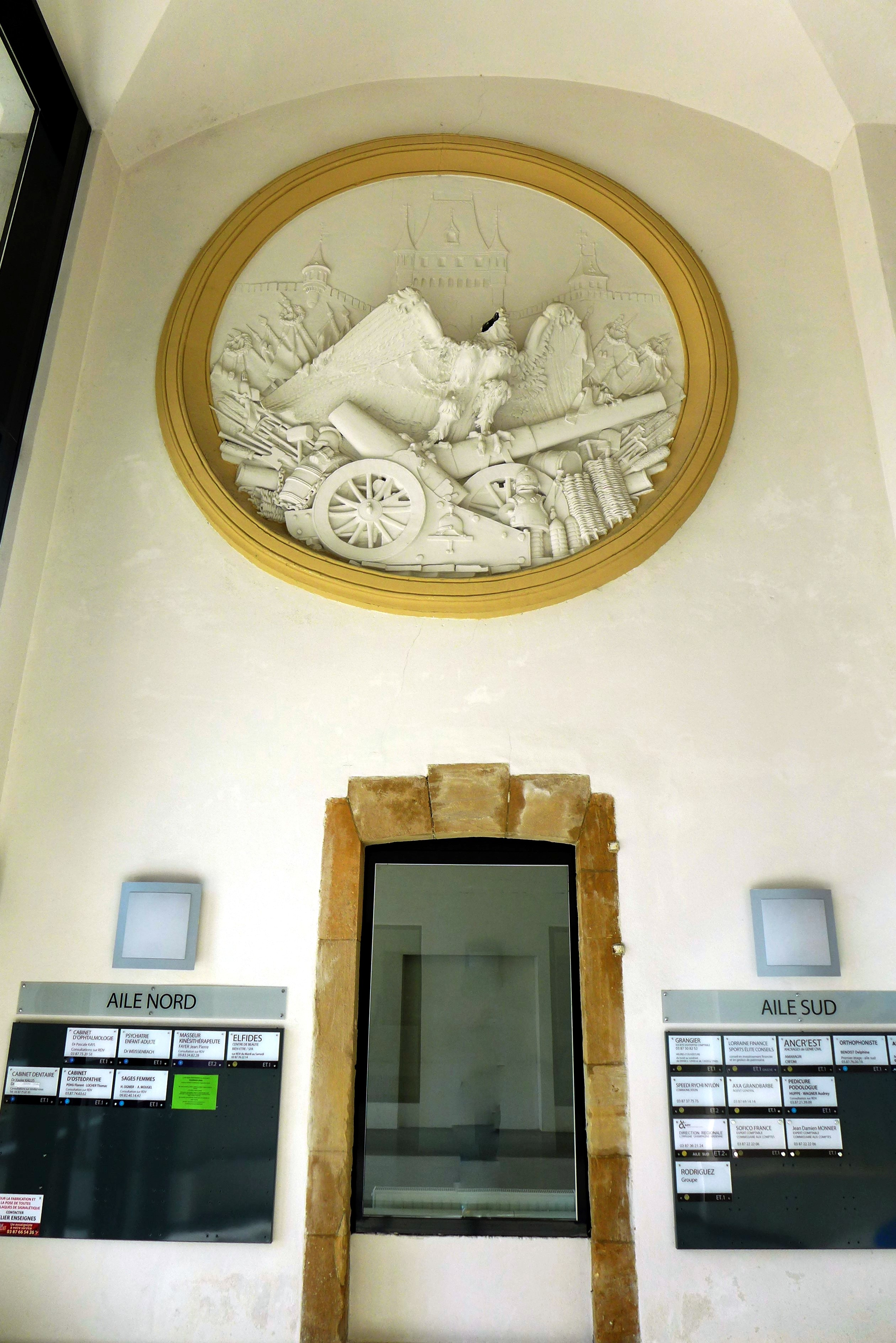
Metz, ehemalige Kaserne Steinmetz (errichtet 1878 bis 1880), Geköpfter Reichsadler im linken Eingangsbereich (Zustand 2018 nach Konservierung)

Der Deutsch-Französische Krieg von 1870/71 führte mit dem Frieden von Frankfurt im Mai 1871 zum Anschluss des Elsass und des nördlichen Teils von Lothringen an das neu gegründete Deutsche Kaiserreich. Von 1871 bis 1918 in der Zeit der kaiserlichen Monarchie und de facto nochmals in der Zeit des Nationalsozialismus von 1940 bis 1944 gehörte Metz zum Deutschen Reich.

### 1871–1914

Plan von Metz um 1900, siehe auch zugehöriges Straßenverzeichnis

Umgebung von Metz um 1900

Metz wurde Verwaltungssitz des neu geschaffenen Bezirks Lothringen innerhalb des Reichslandes Elsaß-Lothringen (mit der Hauptstadt Straßburg) und zur stärksten Festungsstadt im Deutschen Reich ausgebaut. Vor dem Deutsch-Französischen Krieg hatte Metz 47.242 Einwohner, von denen nur 1952 die deutsche Sprache als ihre Muttersprache angegeben hatten. Die Mehrheit der Bevölkerung war katholischer Konfession, die evangelische Gemeinde hatte etwa 1000 Mitglieder und die jüdische Gemeinde zählte 1952 Mitglieder. Die Bewohner von Metz, als Teil des neugegründeten Reichslandes Elsaß-Lothringen, erhielten nach den Bestimmungen des Friedensvertrages von Frankfurt die elsaß-lothringische Staatsangehörigkeit, hatten aber die Möglichkeit, sich bis zum 1. Oktober 1872 für die Beibehaltung der französischen Staatsbürgerschaft zu entscheiden. Ursprünglich war vorgesehen, dass diejenigen, die sich für die französische Staatsbürgerschaft entschieden (sogenannte Optanten), das Land zu verlassen hätten. Sie durften dabei ihr Eigentum mitnehmen bzw. frei veräußern. Nach der Bevölkerungszählung des Jahres 1872 hatte Metz nur noch etwa 33.000 Einwohner. Insgesamt hatten 160.878 Einwohner des neuen Reichslandes, das heißt etwa 10,4 % der Gesamtbevölkerung, für die französische Staatsbürgerschaft optiert. Bis zum Jahr 1873 zogen aus Altdeutschland 2000 Menschen zu, sodass die Stadtbevölkerung wieder auf 35.000 anstieg. Letztlich wanderte aber nur ein Bruchteil der Optanten tatsächlich nach Frankreich aus, nämlich etwa 3,2 % der Bevölkerung.
| Jahr | Zivilpersonen | Katholiken | Protestanten | Juden | Sonstige |
| ---- | ------------- | ---------- | ------------ | ----- | -------- |
| 1880 | 41.056        | 32.663     | 7045         | 1339  | 9        |
| 1885 | 42.555        | 32.837     | 8263         | 1397  | 58       |
| 1895 | 45.480        | 34.483     | 9609         | 1324  | 64       |
| 1905 | 47.384        | 36.185     | 9504         | 1622  | 73       |
| 1910 | 54.965        | 41.290     | 11.486       | 1849  | 340      |

Für das Jahr 1910 müssen an Militärangehörigen in der Stadt Metz noch 13.633 hinzugezählt werden, sodass die Stadt in diesem Jahr insgesamt 68.598 Einwohner hatte. Das Bevölkerungswachstum zwischen 1905 und 1910 war auch eine Folge der im Jahr 1908 erfolgten Eingemeindung der Orte Plantières-Queuleu und Devant-les-Ponts, die zusammen 7639 Einwohner beisteuerten. Hinsichtlich der Bevölkerungszahl von 1910 waren nur 20.932 Menschen in Metz selbst geboren worden, 15.432 stammten aus dem Gebiet des übrigen Reichslandes, 14.521 waren aus Altdeutschland zugezogen und 4080 stammten aus dem Ausland.
Infolge der Emigration eines Teils der Einwohner nach Frankreich und vor allem durch Zuwanderung und Stationierung von deutschen Beamten und Militärs wurde das zuvor mehrheitlich französischsprachige Metz vorübergehend mehrheitlich deutschsprachig. Die zugezogenen „Altdeutschen“ stellten im Jahr 1895 etwa die Hälfte der Stadtbevölkerung. Bei der Volkszählung von 1900 gaben im Stadtkreis Metz 78 % Deutsch und 22 % Französisch als Muttersprache an. Im Landkreis Metz blieb die Stadt jedoch immer eine Sprachinsel ohne auch nur einen einzigen Sprachkorridor zum zusammenhängend deutschsprachigen Gebiet im Osten und Norden. So gaben im Landkreis 57,1 % Französisch und 42,9 % Deutsch als Muttersprache an. Für das Jahr 1910 gaben von den Stadtbewohnern von Metz 13.731 Einwohner die französische Sprache als Muttersprache an (25 %), 40.051 die deutsche Sprache (73 %) und 300 Personen gaben an, zweisprachig aufgewachsen zu sein (0,54 %). Eine sprachhomogene Stadtbevölkerung war also nicht vorhanden. Gottesdienste wurden getrenntsprachig gehalten, es gab deutsche und französische sozialkaritative Vereine, wissenschaftliche Gesellschaften sowie getrenntsprachige Theater- und Konzertveranstaltungen. Der Gemeinderat hatte noch 1871 massiv gegen die Annexion der Stadt protestiert. Bei der Bürgermeisterwahl 1871 wurde der Metzer Kaufmann Paul Bezanson gewählt. Er anerkannte nach einigem Zögern die neuen Machtverhältnisse. Dennoch annullierte die deutsche Regierung seine Wiederwahl im Jahr 1876 und setzte 1877 den damaligen Kreisdirektor Julius von Freyberg-Eisenberg als Bürgermeistereiverwalter ein. 1880 folgte ihm der vorherige Kreis- und Polizeidirektor Alexander Halm im Amt nach. Erst im Jahr 1886 konnten die altdeutschen Neu-Metzer bei den Gemeinderatswahlen die französische Ratsmehrheit brechen. Damit wurde Deutsch die Amtssprache im Rat, und die Protokolle wurden nur noch mit einer französischen Übersetzungsanmerkung versehen.

### 1914–1918
Für Metz, das nur wenige Kilometer von der deutschen Westfront entfernt lag, wurde der Erste Weltkrieg, bedingt durch den nationalpolitischen Gegensatz in der Stadt, zu einer besonderen Belastung. Die Stadt war in den Jahren vor dem Krieg zum wichtigsten Vorposten des Deutschen Reiches im Westen ausgebaut worden. Nach dem Schlieffen-Plan sollte die Festung Metz als zentraler Punkt innerhalb der deutschen Kriegsführung an der Westfront den linken Flügel gegen einen Angriff Frankreichs sichern. In einem Umkreis von 20 km wurden mächtige Forts angelegt und der neue Metzer Bahnhof ermöglichte die Verlegung ganzer Divisionen in kurzer Zeit. Die bisherigen Verteidigungswälle um die Innenstadt wurden abgetragen, eine neue Infrastruktur angelegt und das Gebiet zu Wohn- und Gewerbezwecken neu bebaut.
Die Stadt behielt allerdings auch im Inneren ihre militärische Prägung. Allein 13.000 Militärs lebten in der Stadt, das waren etwa 25 % der gesamten Stadtbevölkerung. Die Wirtschaft der Stadt Metz war vom Militär abhängig. Zahlreiche Wehrpflichtige aus dem gesamten Reichsgebiet verbrachten ihre Dienstzeit in Metz. Die massenhafte Präsenz von Altdeutschen und Soldaten wurden von vielen Alteingesessenen als Provokation und als Zementierung der Angliederung der Stadt an das ungeliebte Reich empfunden. Es kam in der gereizten Stimmung ständig zu Rivalitäten und Konflikten. Die Schriftstellerin Liesbet Dill schrieb zum Gegensatz zwischen Alt- und Neubürgern: „Die scharfen Gegensätze herrschten dort: Deutsches Militär, französische Bourgeoisie, preußische Beamten, französische altlothringische Geistlichkeit, Festung und alte Bischofsstadt, an deren Mauern der Krieg fast unaufhörlich brandete. Und war es auch kein äußerer Krieg mit Mobilmachung und Aufmarsch, so wurde hier beständig ein innerer Kampf geführt, dessen Ergebnis nur der äußere Krieg war.“ Der drohende Krieg sorgte in der altlothringischen Bevölkerung für einen unerträglichen Loyalitätskonflikt. Ab dem Beginn des Krieges am 1. August 1914 stellte sich die Identitätsfrage in aller Massivität. Allen Bewohnern der Stadt war klar, dass der Ausgang des Krieges sowohl die politische Zukunft von Metz als auch die individuellen Lebensführungen radikal bestimmen würde. Große Teile der französischsprachigen Minderheit in der Stadt hofften auf eine Rückgliederung an Frankreich, während der überwiegende Teil der deutschsprachigen Mehrheitsbevölkerung hoffte, dass ein Sieg Deutschlands den seit Kriegsbeginn wieder unsicheren Status der Zugehörigkeit der Stadt und des lothringischen Umlandes ein für allemal beenden würde.
Die französischsprachigen Zeitungen der Stadt mussten mit Wirkung vom 1. August 1914 ihr Erscheinen einstellen und die Redakteure wurden der Stadt verwiesen. Fremdsprachige Zeitungen waren nicht mehr erhältlich, sodass das Militär die öffentliche Meinung manipulieren konnte. Die deutschen Zeitungen in Metz hüteten sich aber angesichts der großen auch französischsprachigen Leserschaft in der Stadt, antifranzösische Propaganda zu schalten. Darüber hinaus waren sie einer strengen Vorzensur unterworfen.
Mit dem Kriegsausbruch wurden alle zivilen Behörden der Stadt dem Militär unterstellt. Grundrechte wurden eingeschränkt. Etwa 200 als profranzösisch eingestufte Bürger von Metz wurden umgehend auf der Festung Ehrenbreitstein interniert, darunter auch prominente Reichstags- und Landtagsabgeordnete. Die Ein- und Ausreise in die bzw. aus der Festungsstadt war nur noch mit Passierscheinen möglich. Sämtliche französische Straßen- und Behördenbezeichnungen in Metz fielen noch im August 1914 einer Germanisierungskampagne zum Opfer. Direkt nach dem Kriegsausbruch verließen etwa 15.000 Bewohner panikartig die Stadt, weil sie eine Belagerung wie im Krieg 1870/1871 vermuteten. So ließ die Metzer Schriftstellerin Adrienne Thomas ihre Romanfigur Katherine anlässlich des Kriegsausbruches in Metz in ihr Tagebuch schreiben: „Metz hat den Verstand verloren. Viele Familien reisen fluchtartig ab. Wer hier bleibt, kauft planlos alles zusammen, was nur aufzutreiben ist.“
Die Stadtverwaltung förderte die Ausreisewelle, indem sie anfallende Fahrt- und Unterbringungskosten übernahm. Die Mobilmachung der Soldaten alt-lothringischer bzw. aus alteingesessenen Metzer Familien vollzog sich zum Erstaunen vieler ohne Zwischenfälle und es gab nur wenig Desertionen.
Im Verlauf des Krieges wurden als deutschfeindlich gedeutete Äußerungen streng geahndet. Sogar die öffentliche Konversation in französischer Sprache war seit dem 1. Juli 1915 ein strafbares Vergehen. Der Druck auf die Bevölkerung entlud sich 1918 nach der Besetzung der Stadt durch Frankreich.
Akute Bedrohung der Stadt durch das französische Militär gab es nur in den ersten Kriegswochen; dann verfestigte sich die Frontlinie an der Westgrenze Lothringens. Metz war allerdings von französischen Kampffliegern bedroht. Da die Kasernen für die anrückenden Soldaten nicht ausreichten, wurden Privathäuser zu Quartieren umgewidmet. Ebenso füllten sich die Lazarette und Bildungseinrichtungen der Stadt mit verwundeten Soldaten. Um die Moral der Stadtbevölkerung zu heben, wurden jeden Abend vom Balkon des Rathauses am Paradeplatz auch kleinste Siegesmeldungen durch den aus einer altlothringischen Familie stammenden Bürgermeister Roger Joseph Foret öffentlich verlesen. Dazu läutete jeden Abend feierlich die Mütte-Glocke der Kathedrale. Gleichzeitig fühlte sich der Gemeinderat dazu berufen, die Treue zu „Kaiser und Reich“ öffentlich mehrfach zu bekunden.
Mit dem Fortgang des Krieges breitete sich der Schwarzmarkt rasant aus, denn auf die Waren waren von der Verwaltung Maximalpreise festgelegt worden. Ab 1915 mussten die Lebensmittel rationiert werden und die Bevölkerung wurde zu Sparmaßnahmen, Dienstleistungen und Materialspenden aufgerufen. Zunehmend kam es zum Arbeitseinsatz von Frauen. Ab dem Jahr 1916 wurde französischer Besitz in der Stadt unter Zwangsverwaltung gestellt. Dabei handelte es sich um etwa 900 Häuser und Grundstücke, deren Ertrag nun dem deutschen Staat zuflossen. Im selben Jahr errichtete die Stadt ein Denkmal mit dem Titel „Der Feldgraue in Eisen“, in dessen hölzerne Sockelplatten patriotische Bürger gegen Gebühr Nägel einschlagen konnten. Die Namen der Spender veröffentlichte man in den lokalen Zeitungen und die erlösten Beträge gingen zugunsten der städtischen Kriegsfürsorge. All diese Maßnahmen hatten zur Folge, dass in der alteingesessenen Bevölkerung auch die letzten Sympathien für die deutsche Seite dahinschwanden. Als ab Spätsommer 1918 immer deutlicher wurde, dass der Krieg für das Deutsche Reich nicht mehr zu gewinnen war, hofften viele Neu-Metzer auf das Versprechen des US-Präsidenten Woodrow Wilson, die Bevölkerung habe nach dem 14-Punkte-Programm vom 8. Januar 1918 das Recht auf eine zukünftige Gestaltung der politischen Verhältnisse in der Stadt Metz.
Am 9. November bildete sich in Metz, wie in der Nachbarstadt Saarbrücken, ein Arbeiter- und Soldatenrat. Auf dem Rathaus von Metz wurde die rote Fahne aufgezogen und die Verwaltungsaufgaben wurden von dem neuen Rat übernommen. Durch den Einmarsch der französischen Truppen am 19. November 1918 wurden die Räte in Metz wie in Saarbrücken entmachtet. Sämtliche früheren Mandatsträger wurden dadurch zum Rücktritt veranlasst. Profranzösische Personen übernahmen sofort die Amtsgeschäfte und organisierten den Empfang der siegreichen alliierten Truppen in Metz. Aus Innerfrankreich wurden mehrere Lastwagenladungen französischer Trikoloren in die Stadt gebracht und das Absingen der Marseillaise einstudiert. Alle deutschen Denkmäler in Metz wurden eilends geschleift. Die dabei gewonnenen Metalle goss man zu Siegesmedaillen um. Der Einmarsch der siegreichen Truppen, der französischen Staatsspitze sowie der wichtigen Militärs Frankreichs wurde von vielen Alt-Metzern enthusiastisch gefeiert, während die Neu-Metzer sich in ihren Wohnungen versteckten.

### 1918–1940
Nach dem Waffenstillstand im November 1918, der Besetzung durch französische Truppen und der Unterzeichnung des Versailler Vertrages im Jahr 1919 kam die Stadt wieder zu Frankreich. Die neuen Machtverhältnisse führten zu einer pogromartigen antideutschen Stimmung in der Stadt, die vom neuen Bürgermeister Charles Victor Prevel massiv angeheizt wurde, der den deutschsprachigen Metzern drakonische Strafen androhte. Infolgedessen verwies man viele sogenannte Altdeutsche, also Zuwanderer aus dem übrigen Deutschland seit 1871, aus der Stadt und dem Land und besetzte die Führungspositionen mit Franzosen. Die sogenannten „Altdeutschen“ mussten innerhalb von 24 Stunden das Gebiet des ehemaligen Reichslandes in Richtung Deutschland verlassen. Jeder Erwachsene durfte 30 kg Gepäck mitnehmen und pro Familie war an Bargeld die Mitnahme von 2000 Mark erlaubt. Die übrigen Besitztümer wurden vom französischen Staat eingezogen. Die Besitztümer wurden von den Behörden an andere Metzer Bürger günstig verkauft. Der Metzer Schriftsteller Ernst Moritz Mungenast lässt seine Romanfigur Andreas Muzot die Situation eines solchen Kriegsgewinnlers verbittert-polemisch charakterisieren: „Er schlief in den Betten der Vertriebenen, trug ihre Hemden und Unterhosen, aß von ihren Tellern mit ihren Bestecken, schlummerte auf ihren Sofas und Diwans und ging mit ihren Spazierstöcken durch die Straßen, um gelegentlich auf ihren Uhren nach der Zeit zu sehen oder sich in ihre Taschentücher zu schneuzen.“
Ein Plebiszit über die künftige Zugehörigkeit von Elsass-Lothringen gab es nicht, da man offiziell die Parole ausgab: Pas de plébiscite! On ne choisit pas sa mère (deutsche Übersetzung: Keine Volksabstimmung! Man wählt nicht seine Mutter). Darüber hinaus begründete die französische Regierung, eine Abstimmung sei überflüssig, da man den Jubel bei der Begrüßung der französischen Truppen als Zeugnis des tiefen Wunsches der Lothringer und Elsässer interpretierte, wieder französisch zu werden. Hintergrund der Ablehnung eines Volksentscheides war auch die Sorge der französischen Regierung angesichts einer weit überwiegenden deutschsprachigen Mehrheit von 93 % der Gesamtbevölkerung Elsaß-Lothringens eine Abstimmung über den Anschluss an Frankreich nicht sicher gewinnen zu können. Am 5. Dezember 1918 verabschiedete die französische Nationalversammlung endgültig das „unverletzliche Recht der Elsass-Lothringer, Mitglieder der französischen Familie zu bleiben“. Bei der feierlichen Übergabezeremonie anlässlich der Wiedereingliederung der Stadt Metz in das französische Staatsgebiet machte der französische Präsident Raymond Poincaré am 8. Dezember 1918 in Anwesenheit von Ministerpräsident Georges Clemenceau, der Marschälle Ferdinand Foch und Philippe Pétain sowie des amerikanischen Generals John J. Pershing deutlich, dass ein Plebiszit nicht stattzufinden habe, indem er verkündete: „Euer Empfang beweist allen alliierten Nationen, wie sehr Frankreich recht gesprochen hat, als es beteuerte, dass das Herz Lothringens und des Elsass sich nicht verändert hat.“ Nach einer Intervention des amerikanischen Präsidenten Wilson kehrten nach einem Jahr viele der zuvor Ausgewiesenen wieder zurück. Insgesamt mussten 20.000 Menschen die Stadt Metz verlassen. In Lothringen waren es insgesamt ca. 100.000. Das Sprachenverhältnis kehrte sich nach der französischen Eroberung der Stadt Metz in der Zwischenkriegszeit wieder um. Für die 1920er Jahre wird ein deutschsprachiger Bevölkerungsanteil in der Stadt von etwa 30 % angenommen.

### 1940–1945
Am 14. Juni 1940 wurde Metz zur offenen Stadt erklärt; am Nachmittag des 17. Juni fuhr eine motorisierte Patrouille des 379. Infanterie-Regiments der Wehrmacht in die verlassene Stadt. Truppen der 16. Infanterie-Division besetzten Metz kampflos. Nach dem kapitulationsähnlichen Waffenstillstand von Compiègne wurde Elsaß-Lothringen dem nationalsozialistischen Deutschen Reich faktisch angeschlossen. Das erste Weihnachtsfest nach dem Sieg über Frankreich feierte Adolf Hitler im Jahr 1940 demonstrativ in Metz. Bereits am 10. September 1940 waren die Umlandgemeinden Montigny-lès-Metz, Longeville-lès-Metz, Le Ban-Saint-Martin, Saint-Julien-lès-Metz, Vallières, Borny, La Maxe, Magny, Moulins, Plappeville, Scy-Chazelles, Sainte-Ruffine sowie Woippy in das Gemeindegebiet von Metz eingegliedert worden. Als Chef der Zivilverwaltung in Lothringen agierte Josef Bürckel von Saarbrücken aus. Am 21. September 1940 zog Gauleiter Josef Bürckel begleitet von Bürgermeister Richard Imbt mit großem Gepränge durch das Deutsche Tor in die eroberte Stadt Metz ein. Ein über die Straße gespanntes Transparent trug die Inschrift „Metz grüßt seinen Gauleiter“. Der Metzer Altbürgermeister Roger Joseph Foret (Amtszeit: 1911–1918) übergab Bürckel dabei feierlich die Schlüssel der Stadt auf einem Samtkissen. Mehrere Tausend zu Propagandazwecken zusammengeführte Menschen schwenkten Hakenkreuz-Fähnchen, zeigten den Hitlergruß und warfen Blumen auf den Weg, den der Gauleiter entlangschritt. Am 5. Oktober 1941 wurde der Reichsminister für Volksaufklärung und Propaganda, Joseph Goebbels, von Kreisleiter Hieronymus Merkle ebenfalls mit großem Propagandaaufgebot durch das Deutsche Tor in die Stadt geleitet.
Von Oktober 1943 bis August 1944 existierte in Metz unter dem Befehlshaber der Sicherheitspolizei und des SD ein deutsches Verhör- und Haftlager, in dem vor allem französische Widerstandskämpfer inhaftiert wurden. Dieses Sonderlager „Feste Goeben“ war im Fort Goeben (Fort de Queuleu) untergebracht. Die Fondation Pour La Memoire De La Deportation (FMD) weist zudem auf zwei weitere Orte in Metz hin, in denen Widerstandskämpfer von den Deutschen verhört und festgehalten wurden:
- Das Prison Grand Séminaire war ein Untersuchungs- und Militärgefängnis, das der Gestapo unterstand; es existierte von 1942 bis zum 1. September 1944.[55]
- Das Prison Petit Séminaire war 1943 ein Gefängnis der deutschen Besatzungstruppen. Es war in der Abbaye Saint-Clément  untergebracht, einem während der Besatzung geschlossenen Jesuiten-Kolleg.[56]

Im November 1944 war die Eroberung von Metz durch Truppen der 3. US-Armee das Hauptereignis der Schlacht um Lothringen.

### Ab 1945
Die Moselkanalisierung (1958 bis 1964) machte die Mosel für Schiffe bis 1500 Tonnen bis Metz schiffbar. Zwischen 1974 und der Neugliederung der Regionen im Jahr 2015 war Metz die Hauptstadt der Region Lothringen.
1961 fusionierte Metz mit den benachbarten Gemeinden Borny, Magny und Vallières-lès-Metz.

### Geschichte der jüdischen Gemeinde
1840 veröffentlichte Augustin Calmet eine mehrbändige Beschreibung Lothringens „Notice de la Lorraine“, die auch eine Sammlung historischer Dokumente umfasst. Ein Abschnitt befasst sich mit der Geschichte der Juden in Metz, dieses Kapitel beruht darauf. Das Werk genügt nicht mehr modernen Anforderungen an historische Darstellungen, ist aber selbst ein historisches Dokument. Die Beschreibung der Juden illustriert die damaligen Vorurteile gegen die Juden. Diese Passagen werden hier nicht angeführt.
Im Jahr 945 wird von einem Juden berichtet, der einen Weinberg auf dem Gelände der Abtei Sainte-Glossinde bewirtschaftete. 1237 musste jeder Jude, der Metz betrat, 30 Denier bezahlen. Im Jahr 1320 beschuldigte man die Juden und die Leprakranken, die Brunnen vergiftet zu haben und verbrannte mehrere von ihnen. Die Juden wurden enteignet. 1365 brannte die Judenstraße nach einem Blitzschlag ab. Ab dem 15. Jahrhundert waren keine Juden mehr in Metz ansässig, man findet in dieser Zeit einige Ausweisungen von Juden. Im 16. Jahrhundert durften sich einige wenige jüdische Familien wieder in Metz niederlassen. Unter Ludwig XIII. wurde 24 kleine Häuser für die Juden gebaut. Diese mussten die hohe Summe von 1000 Écus pro Jahr als Miete bezahlen. 1657 gab es 97 Familien, die in Metz wohnen durften, gegen hohe Abgaben. Sie durften einen Rabbiner anstellen und konnten weitere Berufe ausüben, z. B. auch als Metzger. 1670 wurde ein christliches Kind tot aufgefunden, man beschuldigte einen Juden, es ermordet zu haben und verbrannte ihn auf dem Scheiterhaufen zur Abschreckung der anderen. 1674 wohnten 119 Familien mit 665 Mitgliedern in Metz. In den folgenden Jahren nahm die Zahl der Juden zu. Im Jahr 1698 gab es nach einer Missernte eine Hungersnot in Metz, die jüdische Gemeinde ließ mehr als 6.000 Sack Getreide aus Frankfurt für mehr als 30.000 Livres einführen. Die Juden hatten ein eigenes Gericht unter Aufsicht des Rabbiners, bei Streitigkeiten mit Christen mussten sie vor dem normalen Gericht aussagen, durften aber auf die Thora schwören und nicht auf die christliche Bibel. Untereinander sprachen sie Jiddisch mit hebräischen Einsprengseln. Sie hatten eine Synagoge und beachteten die Regeln wie die Ruhe am Sabbat und das Gebot, nur koschere Speisen zu essen. Die Synagoge wurde 1609 erbaut, Ludwig XIV. besuchte sie im Jahr 1657. 1716 wurde sie erweitert und 1848/50 durch die neue Synagoge ersetzt. Die zahlreichen Juden in Metz wohnten in einer Straße. Dies war kein Ghetto, sondern machte den Eindruck eines wohlhabenden Dorfes mit stattlichen Häusern. Später siedelten sie sich auch am Ufer der Mosel an.
Die Geschichte nach 1842 ist geprägt durch die deutsche Annexion von 1871 bis 1918 und die deutsche Besetzung im Zweiten Weltkrieg 1940 bis 1944.

### Demographie
| Jahr | Einwohnerzahl | Anmerkungen |
| ---- | ------------- | --- |
| 1851 | 57.397        | [ 59 ] |
| 1871 | 51.388        | mit der Garnison; Zivilpersonen am 1. Dezember: 39.993 in 11.285 Haushaltungen, davon 35.982 Katholiken, 2502 Evangelische, 13 sonstige Christen und 1496 Juden |
| 1872 | 51.388        | am 1. Dezember, in 3095 Häusern; nach anderen Angaben 54.817 Einwohner |
| 1880 | 53.131        | am 1. Dezember, auf einer Fläche von 670 ha, in 3074 Wohnhäusern, davon 37.573 Katholiken, 13.898 Protestanten und 1592 Juden |
| 1885 | 54.072        | mit dem Militär, davon 15.128 Evangelische, 37.427 Katholiken und 1446 Juden; 42.555 Zivilpersonen, davon 32.837 Katholiken, 8263 Evangelische, 1397 Juden, 58 Sonstige |
| 1890 | 60.186        | mit dem Militär, davon 17.183 Evangelische, 41.693 Katholiken, 1434 Juden; ohne die Garnison ca. 46.000 Zivilpersonen |
| 1895 | 45.480        | Zivilpersonen, davon 34.483 Katholiken, 9609 Evangelische, 1324 Juden, 64 Sonstige |
| 1900 | 58.462        | mit dem Militär, davon 16.480 Evangelische, 40.444 Katholiken |
| 1905 | 60.791        | mit der Garnison (Infanterieregimenter Nr. 67, 98, 130, 131, 145 u. 174, sowie Nr. 4 u. 8 von der bayerischen Armee, zwei Dragonerregimenter Nr. 9 u. 13, zwei Feldartillerieregimenter Nr. 33 u. 34 und eine Abteilung Feldartillerie Nr. 70, zwei Fußartillerieregimenter Nr. 8 u. 12 und zwei Bataillone bayerische Fußartillerie Nr. 2, zwei Pionierbataillone Nr. 16 u. 20, eine Maschinengewehrabteilung Nr. 11, insgesamt ca. 900 Offiziere und 24.000 Mann), davon 17.452 Evangelische, 41.805 Katholiken, 1466 Juden; nach anderen Angaben 47.384 Zivilpersonen, davon 36.185 Katholiken, 9504 Evangelische, 1622 Juden, 73 Sonstige |
| 1910 | 68.598        | auf einer Fläche von 1644 ha, mit dem Militär, davon 18.748 Evangelische, 47.575 Katholiken und 1911 Juden; 13.757 mit französischer Muttersprache, 614 mit italienischer Muttersprache und 228 mit polnischer Muttersprache; 13.633 Militärpersonen; nach anderen Angaben 54.965 Zivilpersonen, davon 41.290 Katholiken, 11.486 Evangelische, 1849 Juden, 340 Sonstige |

| Jahr                       | 1962    | 1968    | 1975    | 1982    | 1990    | 1999    | 2007    | 2019    | 2021    |
| Einwohner                  | 102.771 | 107.537 | 111.869 | 114.232 | 119.594 | 123.704 | 123.580 | 118.489 | 120.874 |
| Quellen: Cassini und INSEE |         |         |         |         |         |         |         |         |         |

## Politik

### Bürgermeister
Die letzten Bürgermeister von Metz waren:
- Raymond Mondon, 1947 bis 1970
- Jean-Marie Rausch, 1971 bis 2008
- Dominique Gros, 2008 bis 2020
- François Grosdidier, seit 2020

### Partnerstädte
- Gloucester (Vereinigtes Königreich) (1967)
- Kansas City (Vereinigte Staaten) (2004)
- Karmi'el (Israel) (1987)
- Königgrätz (Hradec Králové) (Tschechien), seit 1. Dezember 2001
- Luxemburg (Luxemburg) (1952)
- Saint-Denis (Réunion, Frankreich) (1986)
- Trier (Deutschland), seit 13. Oktober 1957; siehe auch: QuattroPole
- Yichang (Volksrepublik China) (1991)
- Djambala (Republik Kongo) seit Mai 2012

### Wappen und Flagge
Blasonierung: „Gespalten von Silber und Schwarz.“ 
Motto: « Si nous avons paix dedans, nous aurons paix au-dehors. » – „Wenn wir Frieden im Inneren haben, werden wir Frieden draußen haben.“
Das Stadtmotto war ursprünglich über der turmflankierten Tordurchfahrt des Barbaratores eingemeißelt. Die Inschrift, die sich nach dem Abbruch des Stadttores im Jahr 1904 aktuell im Metzer Stadtmuseum Cour d’Or befindet, entstand im Zusammenhang mit einem mittelalterlichen Volksaufstand. In den Jahren 1324 bis 1326 war es zu einem Konflikt der patrizischen Stadtregierung, den Paraiges, mit dem Grafen von Luxemburg, Johann von Böhmen, dem Erzbischof von Trier, Balduin von Luxemburg, dem Grafen von Bar, Eduard I., sowie dem Herzog von Lothringen, Friedrich IV., gekommen. Der sogenannte „Krieg der vier Herren“ konnte zwar am 3. März 1326 vertraglich beendet werden, doch brach infolge der verheerenden wirtschaftlichen Situation im August 1326 ein Volksaufstand aus, bei dem die patrizische Oberschicht der Freien Reichsstadt Metz vertrieben wurde. Diese belagerten daraufhin die Stadt und konnten durch Aushungerung die Restitution der alten Machtverhältnisse erzwingen. Die demonstrativ über dem Barbarator angebrachte Inschrift, sollte jeden Stadtbürger zur Raison rufen und zur Akzeptanz der Machtverhältnisse führen.
Ein kleines Gedicht aus dem Jahr 1541 in Französisch und Latein erklärt das weiß-schwarze Stadtwappen folgendermaßen:
Qui les couleurs voudra savoir

De nos armes? C’est blanc et noir.

C’est que par blanc: „Vita bonis“

Et par le noir: „Mors est malis“
(deutsche Übersetzung: Wer möchte die Farben unseres Wappens wissen? Es ist weiß und schwarz. Weiß steht für: „Das Leben den Guten“ und das Schwarz für: „Der Tod den Schlechten“.)

## Kultur und Sehenswürdigkeiten
Die Jahre der Zugehörigkeit zum Deutschen Reich bis 1918 haben sich stark auf das Metzer Stadtbild ausgewirkt und machten sich vor allem in der militärischen und zivilen Architektur geltend (z. B. Bahnhof, heute noch Medaillons der Hohenzollern-Kaiser). Bis heute kann man leicht das „deutsche“ oder „preußische“ vom „französischen“ Metz unterscheiden. Diese Dualität gehört zur Geschichte der Stadt, ähnlich wie in Straßburg. Im Gegensatz zu Straßburg, wo mehrheitlich Deutsch gesprochen wurde, war und blieb Metz eine mehrheitlich französisch geprägte Stadt.

### Kirchen
- Abtei Sainte-Glossinde
- ehemalige Abtei Sankt Arnulf

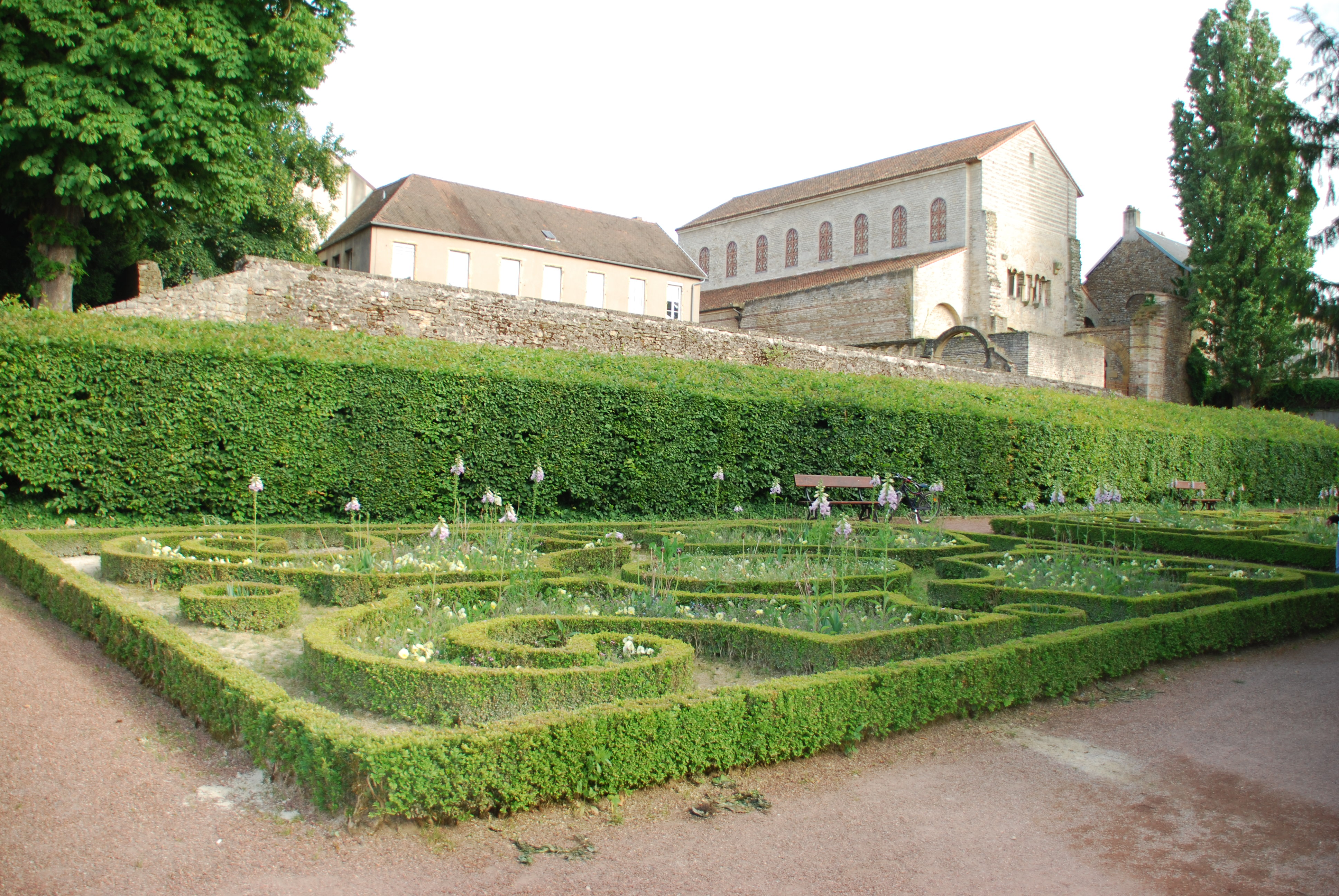
Saint-Pierre-aux-Nonnains (St. Peter zu den Nonnen)

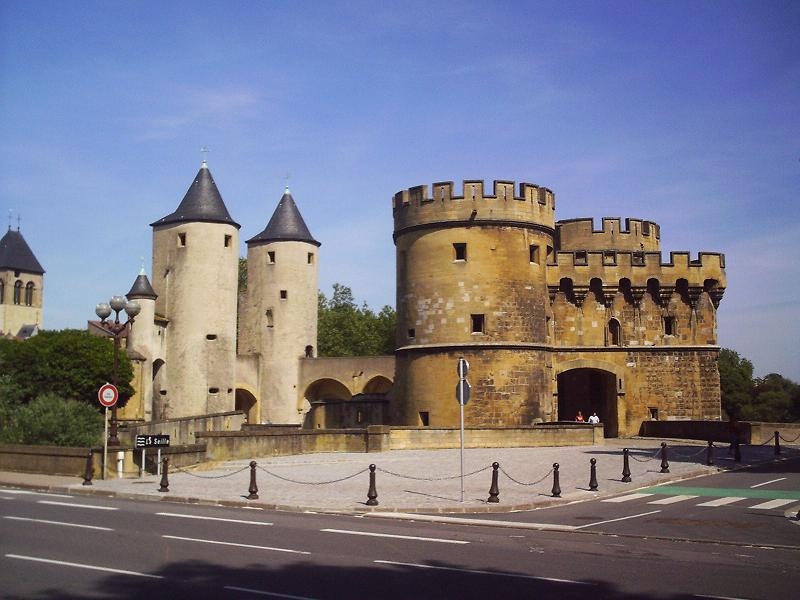
Porte des Allemands (Deutsches Tor oder Deutschherrentor)

- gotische Kathedrale Saint-Étienne de Metz (Dom St. Stephan) (mit 6500 m² Kirchenfenstern, u. a. von Marc Chagall entworfen)
- Kloster der Rekollekten in Metz
- reformierte Kirche: Temple Neuf (Ev. Stadtkirche Metz)
- Notre-Dame de l’Assomption
- Saint-Eucaire
- Saint-Livier
- Sainte-Lucie (mit Chorturm aus dem 12. Jahrhundert)
- Saint-Martin
- Saint-Maximin (mit Fenstern von Jean Cocteau)
- Saint-Pierre-aux-Nonnains (auch Saint-Pierre-de-la-Citadelle, Sankt Peter auf der Zitadelle oder St. Peter zu den Nonnen in der Rue de la Citadelle), Basilika aus dem 4. Jahrhundert
- Saint-Vincent
- Sainte-Ségolène (13./14./19. Jahrhundert)
- Templerkapelle

### Plätze

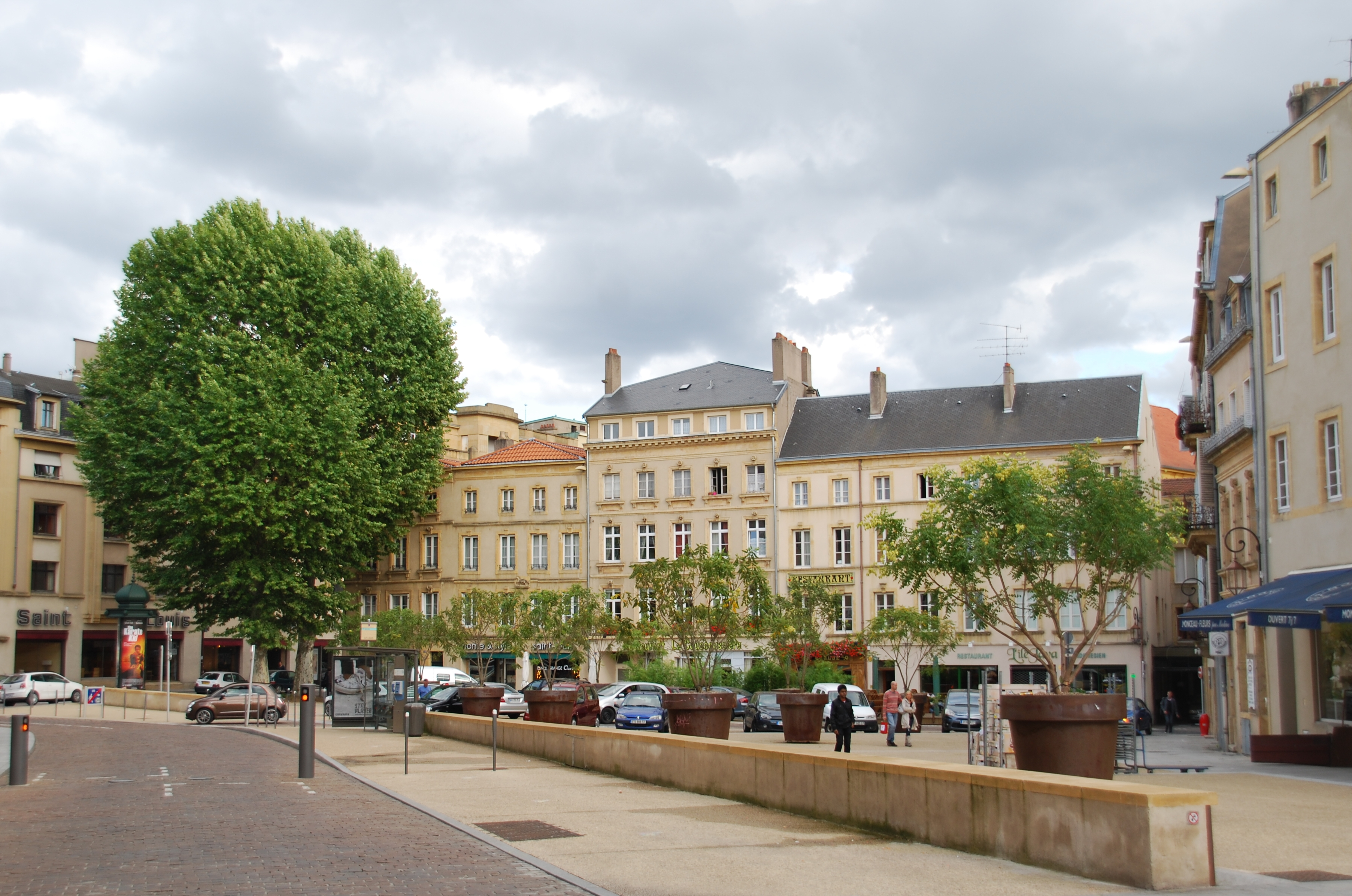
Place Saint-Simplice

- 13./15. Jh.: Place Saint-Louis, Place Sainte-Croix, Place Saint-Jacques
- 18. Jh.: Place de la Comédie, Place d’Armes, Place Saint-Thiébault, Place de France
- Proviant-Magazin

### Stadthäuser
- Hôtel de Gargan, historischer Gebäudekomplex aus dem 15. Jahrhundert
- Hôtel Saint-Livier, aus dem 13. und 16./17. Jahrhundert
- Hôtel de Ville (Rathaus), aus dem 18. Jahrhundert

### Öffentliche Bauten aus der Zeit zwischen 1871 und 1918
In Metz gibt es einen von der Stadt eingerichteten Rundgang, wo die wichtigsten und markantesten Bauten der deutschen Periode unter dem Namen Metz Impériale präsentiert werden.

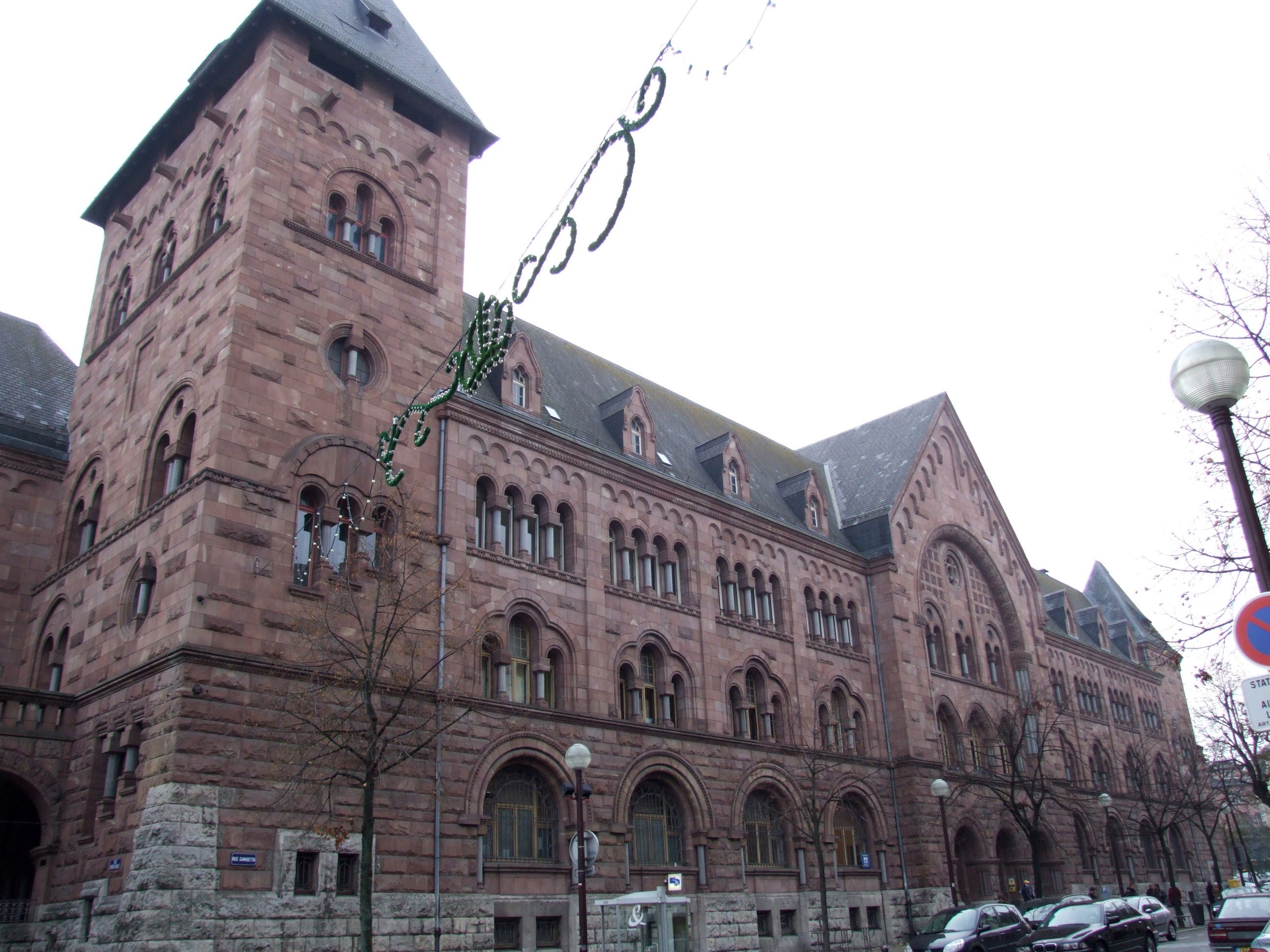
„Imperiales“ Metz: Poste centrale (Hauptpost)

- Palais du Gouverneur, erbaut 1902–1905
- Poste centrale (Hauptpost), erbaut 1905–1911, Architekt Jürgen Kröger
- Gare de Metz-Ville (Hauptbahnhof), erbaut 1905–1908, Architekt Jürgen Kröger

### Reste der Stadtbefestigung
- Fort Goeben (Fort de Queuleu)
- Porte des Allemands (Deutsches Tor)
- Porte Serpenoise (Römertor)
- Tour Camoufle (Kamuffelturm)

### Theater und Veranstaltungsräume
- Grand Théâtre[71][72]
- Opéra-Théâtre de Metz

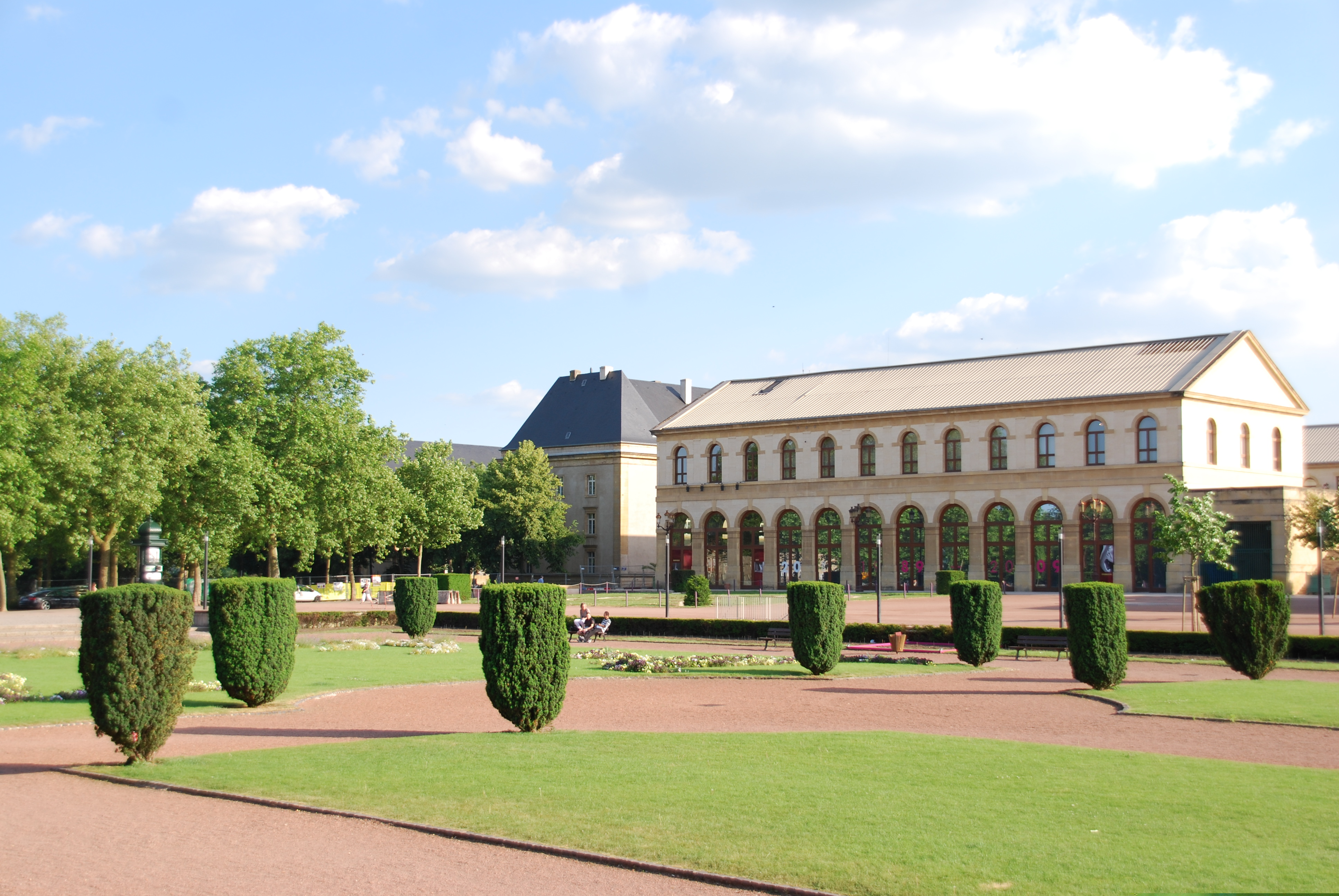
Das 1988 fertiggestellte Veranstaltungszentrum Arsenal

- Quartier Impérial, wilhelminisches Stadtviertel des frühen 20. Jh.
- Les Arènes, moderne Veranstaltungshalle für Sportevents und Rockkonzerte, erbaut 2000–2001, Architekt Paul Chemetov[73]
- Arsenal de Metz, großer moderner Konzertsaal im alten Zeughaus, bietet regelmäßig auch Kunstausstellungen, erbaut 1987–1989, Architekt Ricardo Bofill[74]

### Museen
- Kunsthistorisches Museum – Musée d’Art et d’Histoire
- Städtisches Museum – Cour d’Or
- Regionale Sammlung zeitgenössischer Kunst – Fonds Régional d’Art Contemporain (49 Nord 6 Est – Frac Lorraine) im Hôtel Saint-Livier
- Das Centre Pompidou-Metz ist ein Zentrum zeitgenössischer Kunst und wurde im Mai 2010 eröffnet.[75]

Metz veranstaltet jeden Sommer das Literaturfestival L’Été du Livre.

## Wirtschaft und Infrastruktur

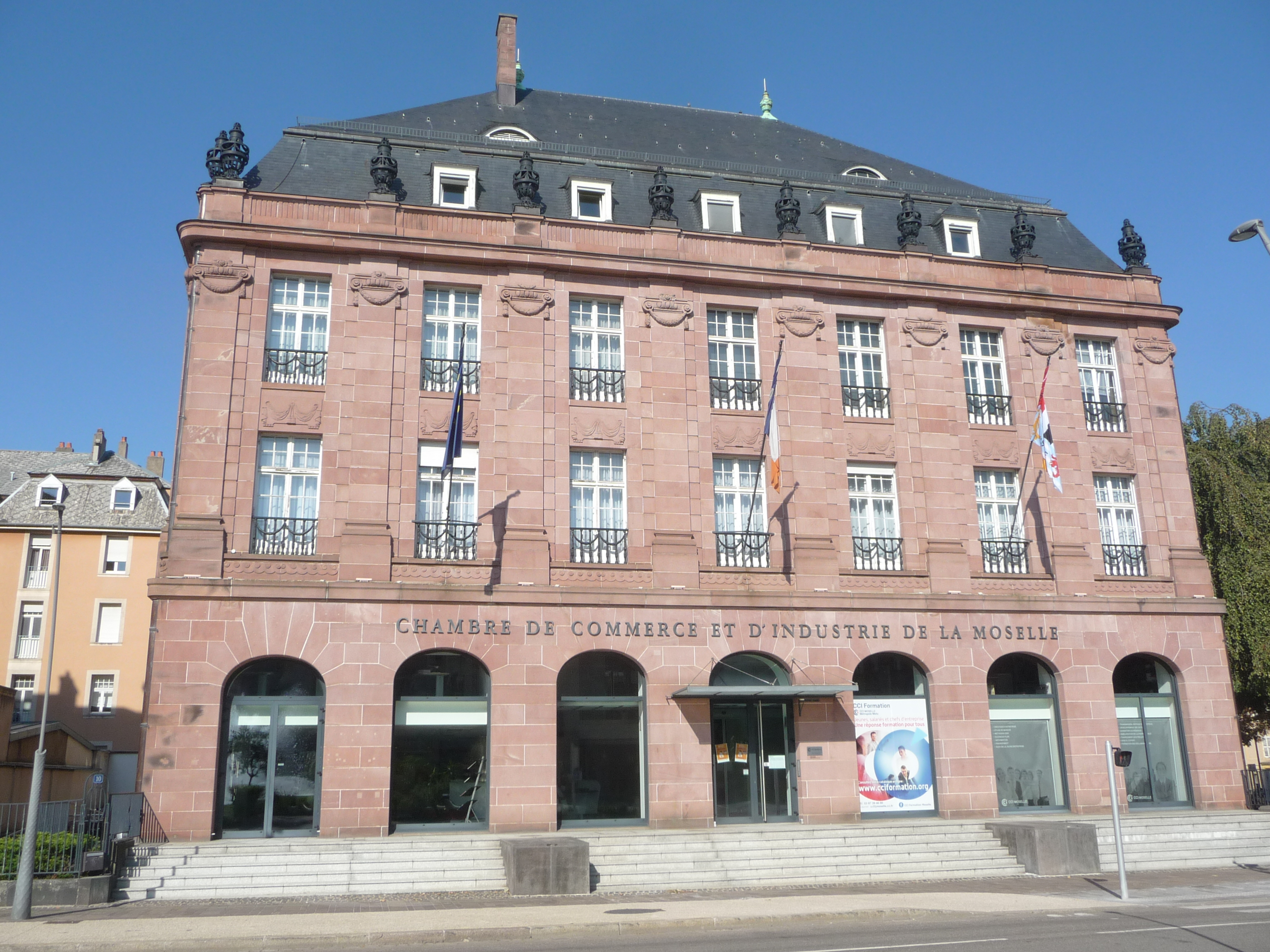
CCI de la Moselle

Metz ist Sitz der Chambre de commerce et d’industrie de la Moselle (CCI), der Industrie- und Handelskammer für das Département Moselle.

### Verkehr

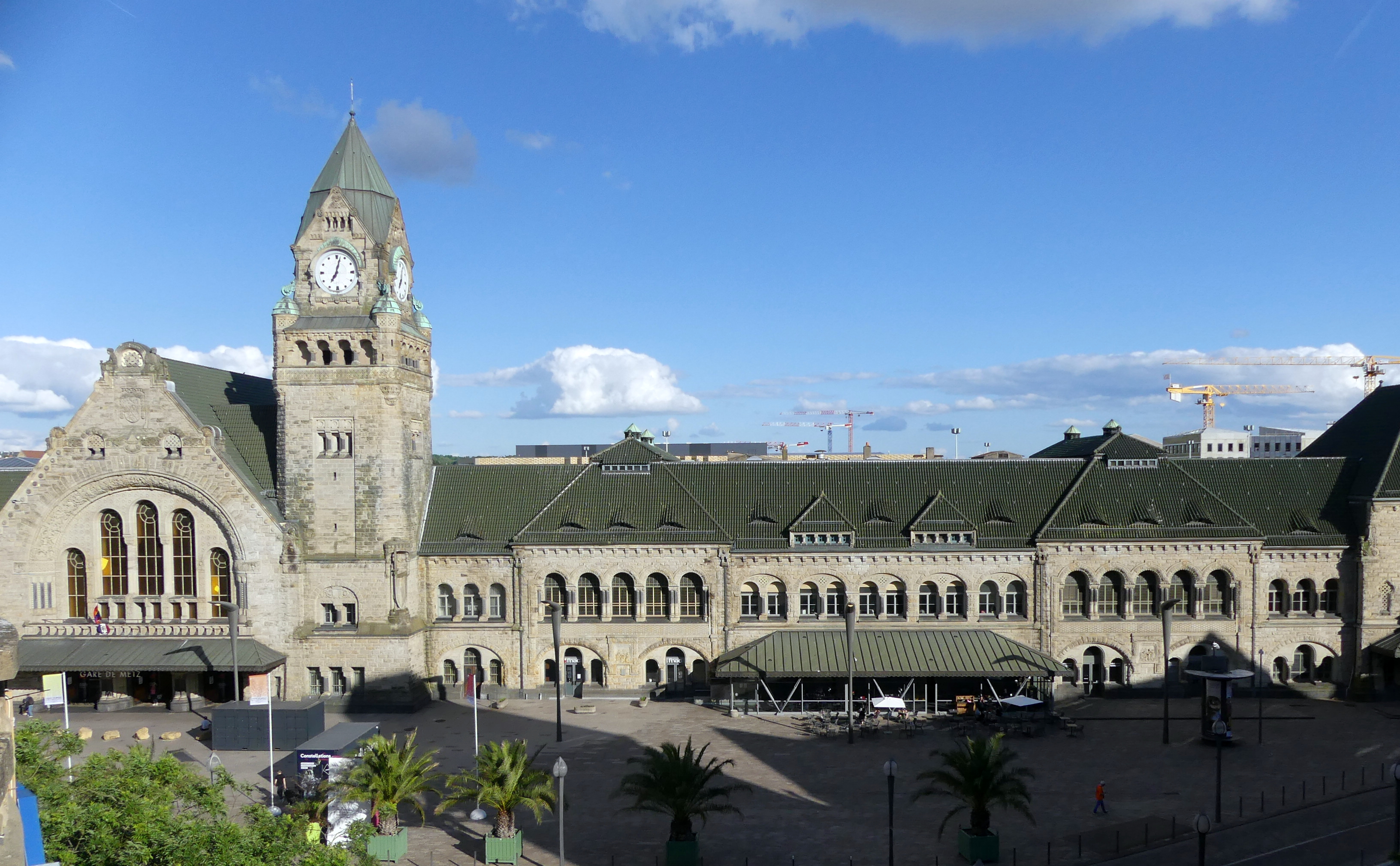
Der Bahnhof Metz-Ville

Straßenverkehrstechnisch liegt Metz an den wichtigen Nord-Süd- und Ost-West-Verbindungen: Metz wird durch die (ehemalige) Route nationale 3 Paris – Saarbrücken durchquert, von der die (ehemaligen) Route nationale 53 (nach Luxemburg [Stadt]), Route nationale 55 (nach Saarburg) und Route nationale 57 (nach Besançon) abzweigen.
Seit der Moselkanalisierung ist der Hafen von Metz der wichtigste Binnenhafen Frankreichs für den Umschlag von Getreide.
Metz war bis 1918 der Endpunkt einer strategischen Eisenbahnlinie, der sogenannten Kanonenbahn, von Berlin über Wetzlar und Koblenz. Hierfür wurde der Bahnhof Metz errichtet. Der TGV Est verläuft von Paris aus zwischen Metz und Nancy (Bahnhof Lorraine TGV, nur Busanschluss) und weiter nach Straßburg.
Etwa 30 km südlich von Metz liegt an der A 31 der Aéroport Metz Nancy Lorraine. Der zivile Flughafen von Metz hat wenig Bedeutung, weil sein Einzugsgebiet relativ klein ist. Von dort werden hauptsächlich innerfranzösische Ziele und Ferienziele im Mittelmeerraum angeflogen. Früher wurde der nahe gelegene Militärflugplatz Metz-Frescaty zivil mitgenutzt.
Im Oktober 2013 wurde das neuartige Verkehrssystem Mettis mit zwei Durchmesserlinien in Betrieb genommen. Diesel-elektrische Doppelgelenkbusse verkehren auf abgetrennten Betonfahrbahnen. Die Fahrzeuge haben einen Kondensator-Speicher zur Rückgewinnung der Energie beim Bremsen.

### Ansässige Unternehmen
- Ikea Frankreich hat sein Hauptauslieferungslager in Metz.
- Die Messe Metz beherbergt jedes Jahr auf 34.000 Quadratmetern mehrere Messen.
- Stellantis produziert in Metz Getriebe für Automobile.[77]

### Öffentliche Einrichtungen
Das Regionalparlament von Lothringen hat seinen Sitz in Metz. Die Stadt ist seit dem Jahr 535 Sitz des Bistums Metz.

### Bildung
Auf der Île du Saulcy befindet sich der zentrale Campus der Université Paul Verlaine de Metz, seit Januar 2012 eingegliedert in die Université de Lorraine. Hier sind die Fakultäten für Mathematik, Informatik und Mechanik, Sozialwissenschaften und Künste, Literatur- und Sprachwissenschaften sowie Recht, Wirtschaft und Verwaltung angesiedelt sowie einige kleinere Institute, die Arts et Métiers ParisTech, die CentraleSupélec, die École supérieure d’électricité, die École nationale d’ingénieurs de Metz, die Universitätsverwaltung, eine Bibliothek und ein Theater.
Weitere Universitätseinrichtungen befinden sich im Stadtteil Bridoux (Fakultät für Biologie und Umweltkunde) und im Stadtteil Technopôle (Fakultäten für Management, Angewandte Wissenschaften, Physik, Elektro- und Messtechnik, einzelne Fachbereiche der sozialwissenschaftlichen Fakultät).
Die Universität hat außerdem Außenstellen in Thionville, Sarreguemines, Saint-Avold und Forbach.

### Friedhöfe

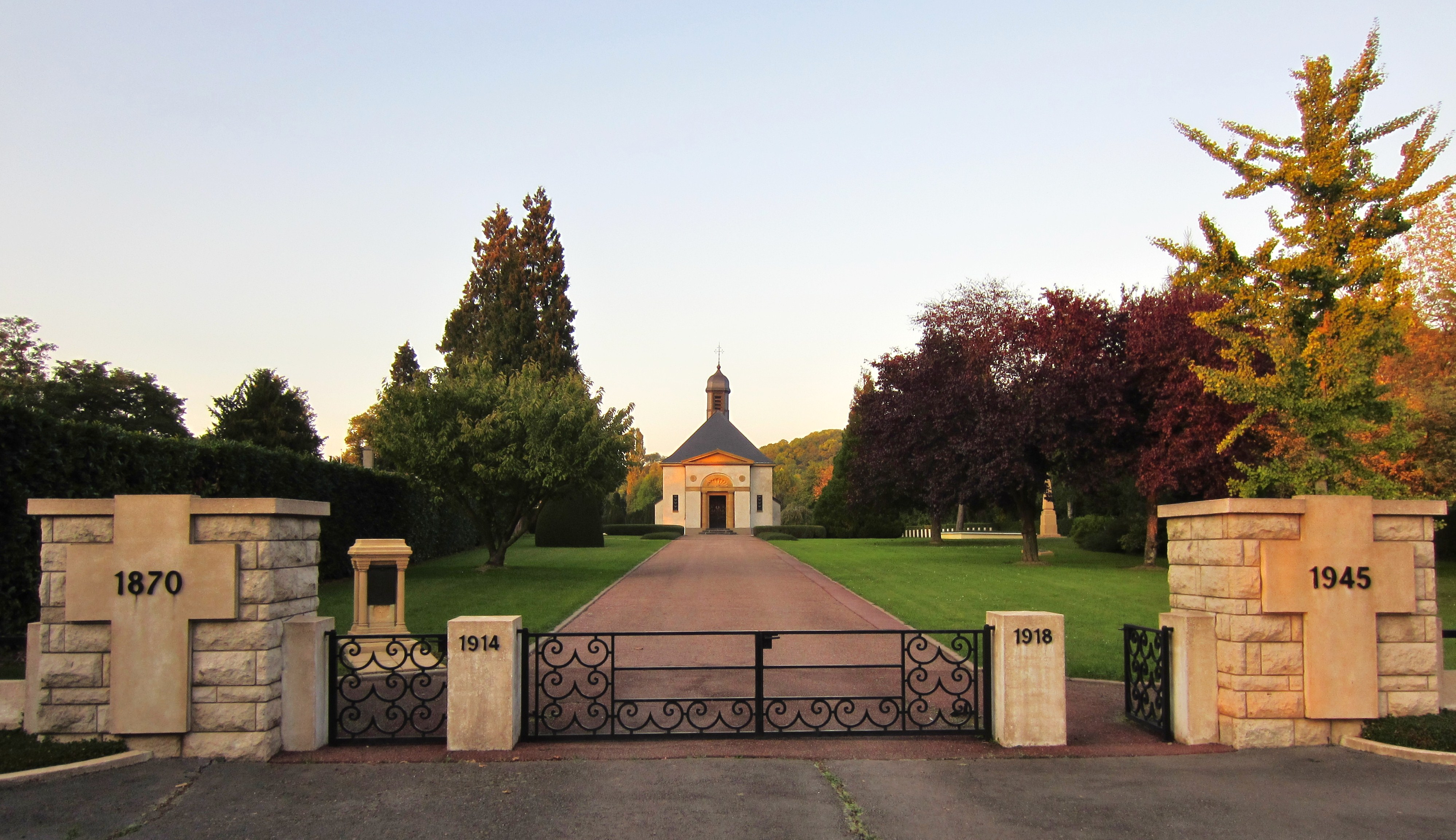
Kriegsgräberstätte Metz

- Kriegsgräberstätte Metz (französisch Nécropole nationale de Metz-Chambière) mit Kriegsgräbern mehrerer Nationen aus den Kriegen Deutsch-Französischer Krieg, Erster Weltkrieg, Zweiter Weltkrieg.
- Cimetière de l’Est[78]

## Tourismus
Neben den oben genannten Sehenswürdigkeiten laden mehrere Parks zum Ausruhen ein. Das größte Naherholungsgebiet ist der Parc de la Seille, der sich entlang des kleinen Flüsschens Seille im Süden der Stadt hinzieht. Auf dem Plan d’Eau, einem früheren Moselarm an der Île du Saulcy unweit der Altstadt, werden Tretboote, Kanus und Ruderboote vermietet. Dort leben auch viele zahme Schwäne.
Für Spaziergänge bieten sich die alten Befestigungsanlagen an, einerseits entlang der Mosel nahe der Porte des Allemands, andererseits die Festung von Queuleu.
Jedes Jahr im August veranstaltet die Stadt Metz das traditionelle Mirabellenfest (Fête de la Mirabelle).

## Sport

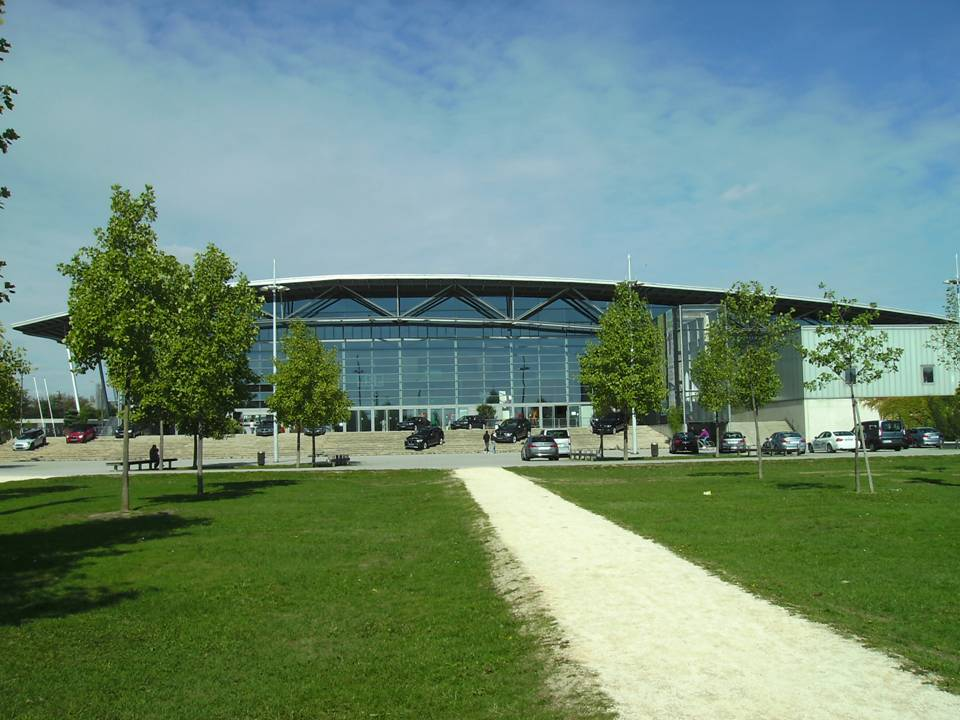
Palais Omnisport les Arènes

Metz wird im französischen Fußball durch den FC Metz vertreten. Zwischen 1967 und 2002 spielte der Club immer in der höchsten französischen Spielklasse, der Ligue 1. Seither traten die Grénats überwiegend in der Ligue 2 an. 2016 stieg der Verein wieder in die Ligue 1 auf. Der Club verfügt über ein eigenes Stadion mit einer Kapazität von etwa 25.000 Plätzen im westlichen Vorort Longeville-lès-Metz, das Stade Saint-Symphorien.
Im Damen-Handball spielt Metz Handball in der ersten französischen Liga.
Jedes Jahr findet ein ATP-Turnier der 250er-Klasse in Metz statt.
Zentrale Sportstätte ist das Palais Omnisport les Arènes, das sich im Parc de la Seille in unmittelbarer Nähe des neuen Centre Pompidou-Metz befindet. Die Großhalle wird für Sportveranstaltungen, aber auch für nicht-sportliche Großereignisse genutzt.

## Kulinarische Spezialitäten
- Mirabellen, auf diverse Arten verarbeitet: Süßwaren, Schnaps, Konfitüren, Torten etc.
- Boulets de Metz, eine Konditorenspezialität (eigentlich nichts anderes als zwei Makronen mit Mirabelleneis dazwischen)

## Redensarten
Im saarländisch-luxemburgischen Raum bedeutet die Redensart „Schnecken nach Metz treiben“ so viel wie „Eulen nach Athen tragen“, also etwas Unnützes tun.
Eine weitere Redensart heißt „… fest wie Metz“. Wohl unter Bezugnahme auf den starken Festungsring, der Metz umgab, wird durch die Redensart die Festigkeit oder Unbeweglichkeit einer Sache ausgedrückt.
Eine weitere saarländische Redensart für umtriebige Geschäftigkeit ist der gängige Ausdruck „Da geht es ja zu wie auf dem Metzer Bahnhof!“